# Stammliste des Hauses Mansfeld
Stammliste des Hauses Mansfeld mit den in der Wikipedia vertretenen Personen und wichtigen Zwischengliedern.
Die mangelhafte, oft fehlerhafte, Quellenlage betrifft den gesamten Zeitraum aller Familienzweige. Gesicherte Daten sind urkundlich genannt, Geburts- und Sterbedaten o. g. Zeiträume jedoch oft ungesichert und nach höchstmöglicher Wahrscheinlichkeit der oft abweichenden Datenquellen unter Vorbehalt zu betrachten. Es bleiben genealogische Details, sogar die Zuordnung von Mitgliedern des Hauses, ungeklärt.

## Die Grafen von Mansfeld ersten Stammes
Der erste urkundlich so benannte Vertreter des Hauses Mansfeld war  Hoyer I. von Mansfeld († nach 1069), urkundlich 1051 bis 1063, Sohn des Grafen Hoyer im Hassegau. Er heiratete Christine (von Sangerhausen) (* um 1020), Tochter von Graf Siegfried III., Graf im Hassegau, (* um 980) und Uta N.N. (–). Sie hatten folgende Nachkommen:
A1.  Hoyer II. (I.) Graf von Mansfeld (1112), Herr von Leisnig und Morungen, (⚔ 11. Februar 1115 bei Welfesholz; ▭ im Kloster Mansfeld); ⚭ () N.N.
B1.  Hoyer III. (II.), Graf von Mansfeld (1143/1144 und 1154), Vogt von Gerbstedt (1127–1132), urkundlich 1118, († nach 3. August 1157); ⚭ (vor 29. November 1140) Kunigunde von Ammensleben, urkundlich 1153, Tochter von Otto I. von Ammensleben und Hillersleben (–1152/1154) und (Berta) N.N. (–nach 1129)
C1.  Hoyer IV. (III.), Graf von Mansfeld (1170), Vogt vom Kloster Unser Lieben Frauen zu Magdeburg (1173–1184), Vogt von Gerbstedt (1173–1184), urkundlich 1140, (* vor 1140; † nach 2. Juli 1183; ▭ im Kloster Mansfeld); ⚭ () Bia von Arnsberg
D1.  Burchard I., Graf von Mansfeld (1200), Herr zu Burg Schkopau (1215), Vogt von Gerbstedt (1225), gründet das Kloster Helfta (1229), urkundlich 1185, († 13. Dezember 1229; ▭ in der St. Andreas Kirche, Eisleben); ⚭ (um 1189) Gräfin Elisabeth von Schwarzburg, urkundlich 1229 bis 1233, († 1260; ▭ in der St. Andreas Kirche, Eisleben), Tochter von Graf Heinrich I. von Schwarzburg (1130–1184) und N.N. von Winzenburg (1149–1204)
E1. Gräfin Gertrud von Mansfeld, († nach 1230); ⚭ (vor 1229) Hermann II. (I.), Burggraf von der Neuenburg (1215–1268), Graf von (1/2) Mansfeld (1230–1268), Burggraf von Freyburg (1245), Stifter der Osterländischen Linie (erloschen um 1370), (* 1214; † zw. 29. März 1269 und 18. Juli 1271), Sohn von Meinher I., Burggraf von Werben, Burggraf von Meißen, (1171–1217/1218) und Irmentrut (–1218); Nachkommen siehe hier
E2. Gräfin Sophie von Mansfeld, urkundlich 1229 bis 1233; ⚭ (1217) Burggraf Burchard IV. von Querfurt, Graf von (1/2) Mansfeld (1230), († zw. 1254 und 1256), Sohn von Burggraf Gebhard IV. von Querfurt, Burggraf von Magdeburg (vor 1178–nach 1213) und Luitgardis von Nassau (–nach 1222); Nachkommen siehe hier
→ Stamm erloschen
C2. Ulrich I. von Polleben, urkundlich 1185 bis 1189; ⚭ () N.N.
D1. Ulrich II., Herr von Friedeburg (1215), († zw. 8. März 1255 und 8. Februar 1262); ⚭ (vor 20. November 1246) Gertrud von Schkeuditz († nach 29. Dezember 1270)
D2. Hoyer I. von Friedeburg, Burggraf von Starkenberg (1241), urkundlich 1216, († zw. 13. Dezember 1249 und 16. August 1253); ⚭ () Mechthild von Mehringen († nach 14. Februar 1267), Tochter von N.N. (–) und Uda (–); Nachkommen siehe hier
C3. Tochter; ⚭ () Graf Heinrich I. von Blankenburg, Graf von Blankenburg (1186), Graf von Regenstein (1192), urkundlich 1172 bis 1245
C4. Söhne, urkundlich 1153
B2. Graf Siegfried von Mansfeld (⚔ 11. Februar 1115 in der Schlacht am Welfesholz)

## Die Burggrafen und Herren von Querfurt, seit 1264 Grafen von Mansfeld zweiten Stammes, Herren von Schraplau (1267–1412)
Burchard IV. von Querfurt, Burggraf von Querfurt (1230), Graf von (1/2) Mansfeld (1230), († zw. 1254 und 1256); ⚭ (1217) Gräfin Sophie von Mansfeld, urkundlich 1229 bis 1233, Tochter von Graf Burchard I. von Mansfeld (–1229) und Gräfin Elisabeth von Schwarzburg (–1260); Sie hatten folgende Nachkommen:
A1.  Burchard V. (I./II./III.), Graf von Mansfeld (1260), Herr von Querfurt (1252), Herr zu Schraplau (1271), († 4. Dezember 1273; ▭ im Kloster Helfta); ⚭ I: () Gräfin Elisabeth (Mechtild) von Schwarzburg, Tochter von Graf Heinrich II. von Schwarzburg (–1236) und Irmgard von Weimar-Orlamünde (–1222); ⚭ II: (vor 1229) Ermgard?; ⚭ III: () Oda von Regenstein, urkundlich 1264, († nach 1. Dezember 1274), Tochter von Graf Ulrich I. von Regenstein (1219–1270) und Lukard von Grieben (–)
B1. [I] Graf  Gebhard I., urkundlich 1255 bis 1282, (* um 1250; † um 1282); ⚭ () Irmgard von Anhalt, urkundlich 1301 und 1303, Tochter von Fürst Siegfried I. von Anhalt (1230–1298), Graf von Aschersleben, 1253 in Köthen und Dessau und Katharina Birgersdotter von Schweden (–)
C1. Graf  Gebhard II., urkundlich 1294 bis 1313
C2. Graf  Burchard IV., minorenn (1281–1291), († nach 1294)
C3. Gräfin Agnes von Mansfeld, urkundlich 1305 bis 1306; ⚭ () Heinrich von Homburg, urkundlich 1302 bis 1338, Sohn von Bodo von Homburg (–1313/1316) und Agnes von Everstein-Polle (–1308)
B2. [II]  Burchard III. (IV.), Graf von Mansfeld-Querfurt (1273), Herr zu Burg Seeburg (1287), Herr zu Bornstedt (1301), († zw. 2. Oktober 1310 und 28. Oktober 1311); ⚭ (vor 20. Dezember 1286) Sophie von Lüchow († vor 26. August 1353)
C1.  Burchard V., Graf von Mansfeld-Querfurt, Herr zu Allstedt (1316–1363), Herr zu Hedersleben (1320), Herr zu Schraplau (1335), Herr zu Helfta (1346), urkundlich 1291, († zw. 21. September 1354 und 3. Februar 1358; ▭ in Eisleben); ⚭ (8. September 1303 Dispens) Gräfin Oda von Wernigerode, urkundlich 1300 bis 1324, (* um 1290; † vor 28. August 1343), Tochter von Graf Albrecht V. von Wernigerode (1268–1323)
D1.  Burchard VI. (IV./V.), Graf von Mansfeld-Querfurt, (* vor 1327; † 1354/1358)
D2. Gebhard III. (II.), Graf von Mansfeld–Querfurt, urkundlich 1314, (* vor 1314; † zw. 19. November 1332 und 24. Juni 1335); ⚭ (21. Oktober 1327 Dispens, Avignon) Gräfin Luitgard von Valkenstein, Tochter von Graf Volrad von Valkenstein (vor 1270–nach 1312) und Mechtild von Arnstein (–nach 1279); Nachkommen siehe hier
D3. Graf Ruprecht, Johanniter-Ordenskomtur zu Mirow (1339–1341), Johanniter-Ordenskomtur zu Goslar (1349–1359), urkundlich 1314 bis 1359
D4. Graf Siegfried I., urkundlich 1335, († zw. 25. August 1346 und 15. August 1349); ⚭ (vor 26. April 1338) Gräfin Anna von Weimar-Orlamünde, Tochter von Graf Friedrich I. von Weimar-Orlamünde (1304–1365) und Elisabeth von Meißen (–1347)
D5. Graf Otto, urkundlich 1335 bis 1346, († vor 15. August 1349)
D6. Graf Albrecht, Domherr zu Merseburg (1341), Domherr zu Magdeburg (1342), Gegenbischof von Halberstadt (1345–1356), Domherr zu Hildesheim (1356), († zw. 6. November 1356 und 17. März 1357)
D7. Graf Friedrich, († vor 26. August 1353)
D8. Graf Brunico (Protze), urkundlich 1343, († vor 15. August 1349)
D9. Gräfin Luitgard, Äbtissin von Kloster St. Marien zu Helfta, († 11. Januar (1337/1347))
D10. Gräfin Sophie, († zw. 22. Mai 1344 und 26. August 1353); ⚭ (22. Mai 1339 Dispens, Avignon) Graf Heinrich VIII. von Regenstein, († zw. 24. Januar 1355 und 25. Februar 1359), (⚭ I: () Gräfin Elisabeth von Weimar-Orlamünde, († nach 1320), Tochter von Graf Hermann V. (IV.) von Weimar-Orlamünde (1279–1319) und Mechtild von Rabenswald (–1338)), Sohn von Graf Heinrich V. von Regenstein (1267–1312) und Elisabeth von Hoya (–1320)
D11. Gräfin Oda, Äbtissin von Kloster Neu-Helfta, († 23. Juli 1361; ▭ in der St. Andreas Kirche, Eisleben)
D12. Gräfin Agnes von Mansfeld; ⚭ (vor 30. September 1329) Graf Heinrich IX. zu Stolberg-Roßla, urkundlich 1303 bis 1329, (* vor 1303; † vor 29. Mai 1334), Sohn von Graf Heinrich V. zu Stolberg (–1329/1347) und Jutta? (–1303/1306)
D13. Tochter, († 1354/1358); ⚭ Graf Bernhard I. von Regenstein, urkundlich 1310 bis 1368, (* vor 1310; † nach 1368), Sohn von Graf Ulrich III. von Regenstein-Heimburg (–1323) und Sophie von Anhalt-Aschersleben (–nach 1308)
D14. Gräfin Elisabeth, urkundlich 1353, († vor 21. Dezember 1368; ▭ in Mansfeld); ⚭ () Gebhard XI. (IV.) von Querfurt, (* um 1320; † 25. Februar 1383), (⚭ II: () Gräfin Helene von Schwarzburg, Tochter von Graf Heinrich IX. von Schwarzburg (1300–1356/1361) und Helene von Holstein (–1341); ⚭ III: () Gräfin Mechtild von Schwarzburg-Blankenburg (* 1350; † 1370), Tochter von Graf Heinrich XII. von Schwarzburg-Blankenburg (1325–1373) und Gräfin Agnes von Honstein (–1382)), Sohn von Bruno III. von Querfurt (1280–1350) und Mechtild von Barby (–)
C2. Gräfin Oda, urkundlich 1308 bis 1314, († vor 26. August 1353)
C3. Graf Albrecht, urkundlich 1352
C4. Graf Gebhard, Ritter des Deutschen Ordens (1294), Komtur zu Brandenburg (1309–1315), († nach 21. Januar 1315)
C5. Graf Ruprecht, Domherr zu Magdeburg (1297)
B3. [II] Graf Ruprecht, Domherr zu Magdeburg (1275), Domherr und Domthesaurarius zu Hildesheim (1291–1300), Domkämmerer (1297–1306), Archidiakon zu Magdeburg (1300–1302)
B4. [II] Gräfin Luitgard († nach 12. September 1290)
A2.  Burchard VI. (II.), Herr zu Schraplau (1267) gen. Lappe, urkundlich 1256 bis 1303; ⚭ () N.N. von Lobdeburg-Arnshaugk, Tochter von Otto IV. von Lobdeburg-Arnshaugk (–1289) und N.N. von Schwarzburg
B1.  Burchard „der Ältere“, Herr zu Schraplau (–1335), „der Ältere“ (1332), verkauft 1335 die Herrschaft Schraplau an die Grafen von Mansfeld, urkundlich 1291, († nach 7. Oktober 1341); ⚭ () Luitgard Gans von Wittenberge und Perleberg, urkundlich 1310 bis 1336, Tochter von Johann Gans, Herr zu Wittenberge und Perleberg, Ritter und N.N. (–)
C1. Burchard „der Ältere“, Domherr zu Magdeburg (1352), Herr zu Wettin (1345–1351), urkundlich 1335 bis 1343
C2. Richza von Schraplau, urkundlich 1335; ⚭ () Albrecht VI. von Hakeborn, Herr zu Helfta, Pfandherr zu Friedeburg, Herr zu Beyernaumburg (1360), urkundlich 1323 bis 1368, († nach 1368), Sohn von Albrecht IV. von Hackeborn (–1332) und Sophie von Leisnig (–1323)
C3. Elisabeth, urkundlich 1335
C4. Luitgard, urkundlich 1335
C5. Margarete, Pröpstin (1355–1376), 22. Äbtissin der Reichsabtei in Quedlinburg (1376–1379), urkundlich 1335, († 13./14. Dezember 1379)
C6. Agnes, 20. Äbtissin der Reichsabtei in Quedlinburg (1354–1362), urkundlich 1335, († 9. Oktober 1364)
B2. Burchard III. Graf von Schraplau, Domherr zu Halberstadt (1290–1297), Domherr zu Magdeburg (1294), Domherr zu Hildesheim (1295–1297), Electus (1307), Erzbischof von Magdeburg (1307–1325), († 21. September 1325 in Magdeburg, ermordet; ▭ 19. August 1326 im Magdeburger Dom)
B3. Gebhard, Domherr (1301), Dompropst zu Magdeburg (1314), Domkustos zu Hildesheim (–1320), Electus (1320–1323), Bischof von Merseburg (1324–1341), urkundlich 1294, († 26. Mai 1341)
B4.  Burchard von Schraplau, „der Jüngere“ (1320–1332), Herr zu Wettin (1345–1351), urkundlich 1314 bis 1365, († nach 1365); ⚭ I: () Gerburg von Blankenburg, urkundlich 1318 bis 1322, Tochter von Heinrich V. (III.) von Blankenburg (–nach 1330) und Sophie von Hohnstein (–1322); ⚭ II: (vor 1358) N.N. von Warberg
C1. Burchard von Schraplau zu Querfurt (1358), urkundlich 1335, († zw. 5. August 1392 und 28. Juni 1393); ⚭ I: (7. Juli 1335) Oda zu Stolberg, († um 1334), Tochter von Graf Heinrich IX. zu Stolberg-Rossla (vor 1303–1334) und Agnes von Mansfeld; ⚭ II: (vor 23. September 1382) Agnes von Anhalt-Zerbst († vor 5. August 1392), Tochter von Fürst Albrecht II. von Anhalt-Zerbst, Pfalzgraf von Sachsen, Graf von Landsberg, (1306–1362) und Beatrix von Sachsen-Wittenberg (1310–1345)
D1. [I] Heinrich von Schraplau zu Querfurt, urkundlich 1387 und 1400, († vor 3. April 1403); ⚭ (vor 5. August 1392) Sophie († nach 3. April 1403)
D2. [I] Gebhard von Schraplau zu Querfurt, urkundlich 1397 und 1400, († nach 17. Juni 1406); ⚭ (25. September 1399) Mechtild N.N. (–)
C2. Sophie von Schraplau, Frau zu Wettin, († nach 25. Juli 1404); ⚭ () Ludwig III. von Wanzleben, urkundlich 1360, († vor 1419)
C3. Protze von Schraplau, Domherr zu Merseburg und Magdeburg (1357), Archidiakon (1368), Electus (1385–1386), Dompropst zu Magdeburg (1393), (* 1334; † (3. April) 1395)
C4.  Gebhard von Schraplau, Herr zu Alsleben (1403), urkundlich 1355 bis 1410, († vor 1415); ⚭ I: (vor 15. September 1370) Agnes von Sachsen-Wittenberg († 26. Januar 1378), Tochter von Herzog Rudolf I. von Sachsen-Wittenberg (1274–1356) und Agnes von Lindow-Ruppin (1314–1343); ⚭ II: () Agnes von Querfurt († 1383); ⚭ III: (vor 1399) Mechtild von Mansfeld († um 1387), (⚭ I: () Graf Günther XIV. von Käfernburg (†† zw. 25. Juli 1385 und 26. Juli 1386 im Katharinenkloster, Sinai), Sohn von Graf Georg von Käfernburg-Ilmenau (–1376) und Sophie von Schwarzburg-Blankenburg (–1392)), Tochter von Graf Albrecht I. (II.) von Mansfeld (1328–1362) und Helene von Schwarzburg (–)
D1. [I] Burchard (Busse) von Schraplau zu Alsleben, Domherr zu Magdeburg (1412), urkundlich 1403 bis 1412
→ Linie erloschen
B5. Tochter von Schraplau, urkundlich 1332; ⚭ () Dietrich, Schenk von Nebra a.d.H. der Schenken von Tautenburg, urkundlich 1300 bis 1332, († vor 1341)
A3. Siegfried von Querfurt, Domherr (1263), Domkantor (1270–1278), Domdekan zu Magdeburg (–1279), Bischof von Hildesheim (18. Juli 1279–1307), († 27. April 1310)
A4. Gebhard, Domherr (1259), Domkellner zu Halberstadt (1271), Domherr zu Merseburg (1269–1292), Domherr zu Hildesheim (1282), Propst vom Heiligen Kreuz zu Halberstadt, Dompropst zu Hildesheim (1290), Propst von Unser Lieben Frauen zu Halberstadt (1297), († 10. Februar 1303)
A5. Heidenreich, Domherr zu Halberstadt (1271–1282)
A6. Mechtild, urkundlich 1284 bis 1289; ⚭ () Graf Albrecht II. von Arnstein, urkundlich 1252 bis 1276, (* vor 1. Dezember 1262; † 1279)

## Die Grafen von Mansfeld (1353–1492)
Gebhard III. (II.), Graf von Mansfeld–Querfurt, urkundlich 1314, (* vor 1314; † zw. 19. November 1332 und 24. Juni 1335); ⚭ (21. Oktober 1327 Dispens, Avignon) Gräfin Luitgard von Valkenstein, Tochter von Graf Volrad von Valkenstein (vor 1270–nach 1312) und Mechtild von Arnstein (–nach 1279); Sie hatten folgende Nachkommen:
A1.  Albrecht I. (II.) von Mansfeld, Graf (1353), urkundlich 1349, (* um 1328; † zw. 23. August 1361 und 6. April 1362); ⚭ I: Gräfin Jutta von Schwarzburg-Blankenburg, urkundlich 1357, († (1358) (1361)?), Tochter von Graf Heinrich VII. von Schwarzburg-Blankenburg-Arnstadt (–1338) und Gräfin Elisabeth von Weimar-Orlamünde (1308–1363); ⚭ II: Gräfin Helene von Schwarzburg, urkundlich 1338 bis 1363, (⚭ I: Graf Otto IX. von Orlamünde, Sohn von Graf Otto VIII. (VII.) von Weimar-Orlamünde (1313–1334) und Gräfin Helena von Zollern-Nürnberg (1307–1374); ⚭ III: Gebhard XI. (IV.) von Querfurt (* um 1320; † 23. November 1383), Sohn von Bruno III. von Querfurt (1280–1345/1350) und Mechtild von Barby (–)), Tochter von Graf Heinrich IX. (VIII.) von Schwarzburg (1300–1358) und Helene von Holstein (–1341)
B1. [I] Gräfin Elisabeth von Mansfeld, urkundlich 1380, († nach 6. März 1398); ⚭ Graf Heinrich XVI. (VIII.) von Stolberg († nach 27. September 1403), Sohn von Graf Otto I. von Stolberg (1310–1341) und Gräfin Elisabeth von Honstein (1312–)
B2. [I] Gräfin Lutrud von Mansfeld († 1394); ⚭ (vor 4. Mai 1391) Graf Dietrich VI. von Honstein zu Heringen (1378), urkundlich 1373, (* um 1327; † nach 26. März 1393), Sohn von Graf Dietrich III. von Honstein zu Klettenberg (1279–1329/1330) und Gräfin Elisabeth von Waldeck (–1371)
B3. [II] Gräfin  Mechtild von Mansfeld († um 1387); ⚭ I: (21. August 1379) Graf Günther XIV. (XIII.) von Käfernburg (†† zw. 25. Juli 1385 und 26. Juli 1386 im Katharinenkloster (Sinai), auf der Pilgerfahrt nach Jerusalem; ▭ im Kloster Georgenthal), Sohn von Graf Georg von Käfernburg-Ilmenau (–1376) und Gräfin Sophie von Schwarzburg-Blankenburg (–); ⚭ II: (vor 1399) Gebhard von Schraplau, Herr zu Alsleben, urkundlich 1365 bis 1410, († vor 1415), (⚭ I: Agnes von Sachsen-Wittenberg († 26. Januar 1378), Tochter von Herzog Rudolf I. von Sachsen-Wittenberg (1274–1356) und Agnes von Lindow-Ruppin (1314–1343); ⚭ II: Agnes von Querfurt († 1383)), Sohn von Burchard von Schraplau zu Wettin (–1365) und Gerburg von Blankenburg (–1330)
A2.  Gebhard IV. (III.) von Mansfeld, Domherr zu Magdeburg (1355), Graf (1362), Herr zu Querfurt (–1381), königlicher Rat (1377), († 5. November 1382); ⚭ I: (vor 29. November 1357) Gräfin Mechtild (Mathilde) von Schwarzburg-Blankenburg (* um 1340; † 4. Juni 1373), Tochter von Graf Günther XXI. von Schwarzburg-Blankenburg (1304–1349) und Gräfin Elisabeth von Honstein (–1380); ⚭ II: (um 1375) Gräfin Elisabeth von Käfernburg († vor 15. März 1382), Tochter von Graf Günther XII. (XI.) von Käfernburg (–1371) und Loretta von Eppstein (–1353)
B1. [I] Graf  Burchard VIII. (V.) von Mansfeld, urkundlich 1366, († zw. 19. März 1389 und 7. Februar 1391); ⚭ (1366) Agnes von Braunschweig-Lüneburg (* um 1356; † zw. 1. August 1430 und 22. Dezember 1434; ▭ in der Albrechtskapelle der Stadtkirche St. Jakob und St. Dionysius, Gadebusch), (⚭ II: (7. Februar 1391 in Celle) Herzog Bogislaw VI. von Pommern-Wolgast (* um 1350; † 7. März 1393), Sohn von Herzog Barnim IV. von Pommern-Wolgast (1325–1365) und Sophie von Werle-Güstrow (1320–1364); ⚭ III: ((12/13). Februar 1396) Herzog Albrecht III. zu Mecklenburg-Schwerin, König von Schweden (1364–1389), (* um 1338; † 31. März 1412; ▭ im Kloster Doberan), Sohn von Herzog Albrecht II. zu Mecklenburg-Schwerin (1318–1379) und Euphemia (Eriksdotter) von Schweden (1317–1370)), Tochter von Herzog Magnus II. von Braunschweig-Lüneburg (1324–1373) und Katharina von Anhalt-Bernburg (–1390)
C1. Gräfin Mechtild (Mathilde) von Mansfeld, urkundlich 1403 bis 1419, (* um 1375; † 1447); ⚭ (nach 13. Juli 1393) Graf Friedrich XIV. von Beichlingen-Wiehe (†† ⚔ 15. Juni 1426 in der Schlacht bei Aussig), (⚭ I: (1389 auf Burg Hartenstein) Helene von Meißen (* 1360 auf Burg Hartenstein; † 13. Juli 1393 in Kölleda), Tochter von Burggraf Meinher V. (VI.) von Meißen (–1388) und Gräfin Sophie von Schwarzburg (–1395)), Sohn von Graf Heinrich IV. von Beichlingen (1313–1386) und Gräfin Sophia von Regenstein (1324–1366)
B2. [I] Graf  Günther I. (II.) von Mansfeld, urkundlich 1374, kauft 1387 von den Grafen Ulrich und Burchard von Regenstein die Herrschaft Arnstein, kauft 1408 von Graf Heinrich von Hohnstein die Burg Morungen, (* (1360); † 4. März 1412; ▭ in der St. Katharinen-Kirche, Eisleben); ⚭ (vor 12. März 1393) Gräfin Elisabeth von Honstein zu Klettenberg († nach 1412; ▭ in der St. Katharinen-Kirche, Eisleben), Tochter von Graf Heinrich VII. (V.) von Honstein zu Klettenberg und Lohra (–1408) und Agnes von Braunschweig-Wolfenbüttel (1343–1404)
C1. Graf  Gebhard V. von Mansfeld, urkundlich 1410, erhielt in der Erbteilung 1420 den Mittelort auf dem Schloss Mansfeld nebst dem Vorwerk. In Gemeinschaft mit seinem Bruder Burchard VI. besaß er die Dörfer Aseleben, Volkstedt, Siersleben, Blumerode, Augsdorf, Todtendorf, Leimbach mit allem Zubehör, den dortigen Zoll ausgenommen, ferner Kloster Mansfeld, die Klosterhöfe zu Stebra, Siersleben und Kreßfeld, Helmsdorf, die Udisröder Wiese, den Küchenberg, die Brosche, das Lütkegesänge, den kleinen Alkenberg, das Gehölz zum Dorn, den dritten Teil des neuen Hayn’s, ein Dritteil des Steinberg’s, der Rinnen, des Rabens und des Lindenthals, ferner Seeburg mit den Dörfern Roisdorf, Badendorf, Burgsdorf, Heiligenthal, Lochmeritz, Rottelsdorf, Beesenstedt, Marke Beesenstedt, Wils, Zörnitz, Naundorf, Räther, Krimpe, Dederstedt, Volkmaritz, Neehausen, Höhnstedt, Schochwitz, Hedersleben, Rißdorf, Gerkewitz, Wormsleben, Teutschenthal, und die Höfe zu Eltzdorf und Bornstedt mit allem Zubehör. Auch löste er die von Volrad verpfändete Burg Arnstein mit 7.000 Gulden wieder ein. Außerdem kamen zu seiner Zeit Sandersleben und Hoym für 7.500 Gulden, vom Fürsten Bernhard von Anhalt in den Pfandbesitz, (* um 1391; † 25. Juli 1438); ⚭ (um 1428) Gräfin Ursula von Schwarzburg-Wachsenburg (* um 1410; † 1461), (⚭ II: (1442) Graf Ludwig I. von Gleichen-Blankenhain (* um 1410; † 25. April 1467), Sohn von Graf Heinrich VII. von Gleichen-Heimburg (1365–1415) und Katharina von Blankenhain (–)), Tochter von Graf Günther XVIII. (XXXII.) von Schwarzburg-Wachsenburg (–1450) und Gräfin Mechthild (Metze) von Henneberg-Schleusingen (–1425)
D1. Gräfin Elisabeth von Mansfeld († 1474); ⚭ (1441/1444) Graf Bernhard V. (IV.) von Regenstein und Blankenburg (* vor 1422; † 12. Mai 1458; ▭ in Blankenburg), Sohn von Graf Bernhard I. von Regenstein und Blankenburg (1392–1422/1423) und Gräfin Agnes von Schwarzburg (1395–)
D2. Graf  Gebhard VI. von Mansfeld, Herr zu 1/2 Friedeburg und Salzmünde, Seeburg und Bornstedt, Mansfeld, Eisleben, Hettstedt und Morungen (1442), kauft 1442 mit Volrad I. für 4.000 Schock meißnische Groschen von Erzbischof Günther von Magdeburg die Herrschaft Friedeburg nebst der wüsten Burg Salzmünde, kauft 1482 für 18.000 rheinische Gulden von Graf Hans von Honstein die Herrschaft Heldrungen, Herr zu Heldrungen (1482), minorenn (minderjährig) 1438 bis 1450, (* um 1429; † 14. September 1492); ⚭ (vor 7. Mai 1457) Gräfin Adelheid von Oldenburg (Schwester des Königs von Dänemark) (* (1425); † nach 21. Dezember 1492), (⚭ I: (vor 15. November 1439) Graf Ernst II. von Honstein zu Klettenberg, urkundlich 1431, „der Ältere“ (1452), († 1454 auf einem Turnier), Sohn von Graf Ernst I. von Honstein zu Klettenberg (–1426) und Gräfin Anna (Sophie) zu Stolberg (–1436)), Tochter von Graf Dietrich von Oldenburg (1390–1440) und Heilwig von Holstein (1398–um 1436)
E1. Graf Philipp (I.) von Mansfeld († (1474?) vor 1492)
E2. Gräfin  Margareta von Mansfeld (* um 1458; † 20. Februar 1531 in Wildenfels); ⚭ I: (28. Januar 1481 in Eisleben; Dispens (3. und 4.°) 9. Dezember 1480) Graf Ernst I. von Mansfeld, urkundlich 1455, Graf (1477), († zw. 16. Januar 1485 und 26. Juli 1486), Sohn von Graf Günther II. von Mansfeld (1410–1475) und Gräfin Anna von Honstein (1415–1450); ⚭ II: (vor 1493) Heinrich XXIV. (XXII.) „der Jüngere“ Herr von Weida, Herr zu Wildenfels (um 1480–1531), urkundlich 23. Januar 1480, (* um 1470; †† 5. März 1531 in Wildenfels), Sohn von Heinrich XXI. (XIX.), Herr von Weida, Herr zu Wildenfels (–1465/1512) und Schenkin Agnes zu Landsberg (–1488/1512)
E3. Gräfin Katharina von Mansfeld, urkundlich 1481, († 1484)
→ Linie erloschen
C2. Graf  Burchard VI. von Mansfeld, urkundlich 1415 bis 1422, († 1423 auf der Reise nach Santiago de Compostela)
C3. Gräfin Elisabeth von Mansfeld († nach 27. Dezember 1412); ⚭ (vor 1398) Fürst Albrecht IV. von Anhalt-Köthen († 24. November 1423 in Coswig), (⚭ II: (vor 4. Februar 1419) Elisabeth von Querfurt († 1452), Tochter von Gebhard IV. von Querfurt (1320–1383) und Gräfin Mechtild von Schwarzburg-Blankenburg (–1370)), Sohn von Fürst Johann I. von Anhalt-Zerbst (1340–1382) und Gräfin Elisabeth von Henneberg-Schleusingen (1351–1397)
B3. [I] Graf  Hoyer I. (IV.) von Mansfeld, urkundlich 1374 bis 1375, (* um 1362; † 1383)
B4. [I]  Gebhard IV. von Mansfeld, Graf (1374–1383), Domherr und Domthesaurarius zu Magdeburg (1388), immatrikuliert in Wien (1388), (* um 1365; † 1389/1390)
B5. [II] Graf  Albrecht II. (IV.) von Mansfeld, Propst zu Bibra (1391), Graf (1383), (* um 1376; † 5. April 1416); ⚭ (vor 1402) Elisabeth von Anhalt-Zerbst (* um 1385; † nach 19. November 1413), Tochter von Fürst Sigismund I. von Anhalt-Zerbst (1368–1405) und Jutta von Querfurt (1370–1411)
C1. Graf  Hoyer II. (V.) von Mansfeld, minorenn (minderjährig) (1420), Domherr zu Halberstadt (1422), († nach 28. Mai 1423)
C2. Graf  Günther II. (III.) von Mansfeld, Herr zu Schraplau (1430), Herr zu 1/2 Wippra (1440), Herr zu Friedeburg (1442), Herr zu Artern (1449/1452), Magdeburger Rat (1451), minorenn (minderjährig) 1420, († 10. März 1475); ⚭ I: (um 1435) Gräfin Anna von Honstein (* um 1415; † nach 1450), Tochter von Graf Ernst I. (II.) von Honstein-Klettenberg (–1426) und Gräfin Anna (Sophie) zu Stolberg (–1436); ⚭ II: (vor 25. November 1450) Gräfin Margarethe von Henneberg (* 1427; † 7. März 1460), (⚭ I: Graf Eberhard II. von Wertheim (* 1417/1418; † 1447), Sohn von Graf Georg I. von Wertheim (1390–1453/1454) und Anna von Oettingen (–1461)), Tochter von Graf Georg I. von Henneberg-Römhild (1395/1396–1465) und Johanna von Nassau-Weilburg (–1481)
D1. [I] Gräfin Sophie von Mansfeld, Äbtissin von Kloster Neu-Helfta (1465–1467), Nonne im Kloster Neu-Helfta (1484), († 30. November …)
D2. [I] Gräfin Elisabeth von Mansfeld (* um 1444 in Schraplau; † 18. September 1482 in Querfurt; ▭ in der Schlosskirche Querfurt); ⚭ I: (Kontrakt 27. März 1454 in Alsleben; Dispens (4.°) 6. September 1454) Fürst Albrecht V. von Anhalt-Köthen, (* um 1419; † 9. Januar 1475; ▭ im Kloster Coswig), Sohn von Fürst Albrecht IV. von Anhalt-Köthen (–1423) und Elisabeth von Querfurt (–1452); ⚭ II: (nach 22. März 1481) Bruno VI. (VIII./XI.) von Querfurt, Herr von Querfurt, Artern, Vitzenburg und Allstedt, (* zw. 1414 und 1416; † 26. Februar 1496, an der Pest), Sohn von Protze III. von Querfurt (1369/1370–1426) und Agnes von Beichlingen (1398–1441)
D3. [I] Albrecht III. (V.), Graf (1477) und Herr zu Mansfeld, Herr zu Heldrungen, Stifter der Vorderortischen Linie (erneute Erbteilung 1563), (* um 1450; † 3. Dezember 1484 in Leipzig); ⚭ (1473) Susanna von Bickenbach, urkundlich 1469, (1469 Vertrag über ihre Mitgift von 5.000 Gulden zahlbar vom Fürstbischof von Würzburg für die Überlassung von Homburg), (* vor 1469; †† 20. April 1530; ▭ in Walkenried), (⚭ II: (um 1485) Graf Heinrich XIII. von Honstein-Klettenberg (* um 1464; † 4. Juli 1529 in Ellrich; ▭ in Walkenried), Sohn von Graf Ernst IV. von Honstein-Klettenberg (1440–1508) und Margarete von Gera (1445–1497)), Tochter von Konrad VII. von Bickenbach (1429–1483) und Gräfin Agnes von Nassau-Wiesbaden (1423–1485); Nachkommen siehe hier
D4. [I] Ernst I. von Mansfeld, urkundlich 1455, Graf (1477), Stifter der Hinterortischen Linie (erloschen 1666), († zw. 16. Januar 1485 und 26. Juli 1486); ⚭ (28. Januar 1481 in Eisleben; Dispens (3. und 4.°) 9. Dezember 1480) Gräfin Margareta von Mansfeld (* um 1458; † 20. Februar 1531 in Wildenfels), (⚭ II: (vor 1493) Heinrich XXIV. (XXII.) „der Jüngere“, Herr von Weida, Herr zu Wildenfels (um 1480–1531), urkundlich 23. Januar 1480, (* um 1470; †† 5. März 1531 in Wildenfels), Sohn von Heinrich XXI. (XIX.), Herr von Weida, Herr zu Wildenfels (–1465/1512) und Schenkin Agnes zu Landsberg (–1488/1512)), Tochter von Graf Gebhard VI. von Mansfeld (um 1429–1492) und Gräfin Adelheid von Oldenburg (1425–1492); Nachkommen siehe hier
D5. [II] Graf Georg von Mansfeld, urkundlich 1470, († nach 1483 in Frankreich, erstochen); ⚭ N.N.
C3. Gräfin Margareta von Mansfeld († 21. Januar 1496 in Eisleben); ⚭ (1433) Graf Adolf VIII. von Holstein als Adolf XI. (IX.) Herzog von Schleswig (1427), Herr zu Hadersleben und Ärøe (1439), (* (1401); † 4. Dezember 1459 in Lübeck; ▭ in Itzehoe), (⚭ I: Gräfin Mechtild (von Anhalt) († nach 1430)), Sohn von Graf Gerhard VI. von Holstein, Herzog von Schleswig, (1367–1404) und Elisabeth (Katharina) von Braunschweig-Lüneburg (1370–1422)
C4. Gräfin Mechtild von Mansfeld, Nonne (1411), Äbtissin von Kloster Neu-Helfta (1463–1465), († 26. Juni 1465)
B6. [II] Graf  Volrad I. (II.) von Mansfeld, Herr zu Rammelburg (vor 1430), Herr zu Hettstedt (1439), Herr zu 1/2 Wippra (1440) und zu 1/2 Friedeburg (1442), urkundlich 1383, (* (1380); † zw. 16. August 1450 und 14. Dezember 1450); ⚭ I: (um 1422) Gräfin Anna von Gleichen († nach 1. Dezember 1431 vor 1435), Tochter von Graf Ernst VII. von Gleichen-Tonna (–1414) und Gräfin Elisabeth von Waldeck (–1437); ⚭ II: (um 1435) Margaretha von Schlesien-Glogau-Sagan (* (1415/1425); † nach 9. Mai 1491 in Salzderhelden), (⚭ II: (nach 16. August 1450) Graf Heinrich XI. von Honstein-Klettenberg († 1454), Sohn von Graf Ernst I. von Honstein-Klettenberg (–1426) und Gräfin Anna (Sophie) zu Stolberg (–1436); ⚭ III: (vor 27. Juni 1457) Herzog Heinrich III. von Braunschweig-Grubenhagen (* um 1416; † zw. 27. Mai 1464 und 20. Dezember 1464 in Grubenhagen), Sohn von Herzog Erich I. von Braunschweig-Grubenhagen (1382–1427) und Elisabeth von Braunschweig-Göttingen (1379–1444)), Tochter von Herzog Johann I. von Schlesien-Glogau-Sagan (1385–1439) und Scholastika von Sachsen-Wittenberg (1394–1463)
C1. [I/II (?)] Graf  Burchard VII. von Mansfeld, minorenn (minderjährig) 1452 bis 1455, (* um 1434; † 23. September 1460 in Arnstadt); ⚭ (5. November 1458 in Arnstadt) Gräfin Katharina von Schwarzburg-Blankenburg (* 2. Februar 1442; † 9. November 1484; ▭ in der Peterskirche, Erfurt), (⚭ II: (1462) Graf Siegmund I. von Gleichen-Tonna (* um 1422; † 8. März 1494 in Tonna; ▭ in der Peterskirche, Erfurt), Sohn von Graf Ernst VIII. (II./IX.) von Gleichen (1390–1426) und Gräfin Margareta von Henneberg-Schleusingen (1386–1427)), Tochter von Graf Heinrich XXI. (XXVI.) von Schwarzburg-Blankenburg (1418–1488) und Elisabeth von Kleve (1420–1488)
C2. [II] Gräfin Mathilde von Mansfeld (* 1436; † 22. Juli 1469; ▭ in Stolberg); ⚭ (um 1452, Dispens 4°, 1. Juli 145?) Graf Heinrich XIX. (IX.) „der Ältere“ zu Stolberg (* 12. Mai 1436; † 17. September 1511), Sohn von Graf Bodo (VII.) zu Stolberg (1394–1455) und Gräfin Anna von Schwarzburg-Blankenburg (1416–1481)
C3. [II] Gräfin Margarethe von Mansfeld, urkundlich 1459 bis 1468, (* um 1438; † nach 3. November 1468); ⚭ (1459 in Nordhausen) Graf Johann II. von Beichlingen, urkundlich 1426, (* um 1425; † 1485), Sohn von Graf Friedrich XV. von Beichlingen (1395–1426) und Gräfin Agnes von Honstein-Kelbra (1400–1458)
C4. [II] Gräfin Hedwig von Mansfeld, urkundlich 1477 bis 21. August 1482, (* 1441; † 1527; ▭ in Schleiz); ⚭ Heinrich XII., „der Mittlere“ von Gera Herr von Gera zu Schleiz (1482–1500) und Lobenstein (1497–1500), 1481 kaiserlicher, kurfürstlicher und herzoglich sächsischer Rat, erhält bei der Landesteilung von 1482 die Herrschaft Schleiz und die Pflege Reichenfels, erbt 1489 von seinem Bruder Heinrich XIII. Saalburg und Burgk, urkundlich 9. August 1456, (* 1438; † 26. August 1500; ▭ in der Bergkirche, Schleiz), Sohn von Heinrich IX. „der Mittlere“ von Gera zu Lobenstein (1406–1482) und Gräfin Mechtild von Schwarzburg-Wachsenburg (1409–1446)
C5. [II] Graf  Volrad II. (III.) von Mansfeld, minorenn (minderjährig) 1455 bis 1464, (* um 1443; † 27. November 1499 in Merseburg; ▭ im Kloster Helfta); ⚭ Gräfin Margarethe von Honstein-Vierraden († 15. Oktober 1508), (⚭ II: Graf Joachim I. von Lindow-Ruppin (* 1474; † 14. Januar 1507; ▭ in Neuruppin), Sohn von Graf Johann III. von Lindow-Ruppin (1455–1499/1500) und Gräfin Ursula von Barby (–1484)), Tochter von Graf Johann I. von Honstein-Vierraden (um 1420–1498) und Anna (Agnes) von Anhalt-Zerbst (* um 1435–1492)
D1. Gräfin Katharina von Mansfeld († 1483)
D2. Gräfin Amaley (Amalie) von Mansfeld (* 1473; † 18. Juli 1517; ▭ in der Liebfrauenkirche, Arnstadt); ⚭ (3. November 1493 in Sondershausen, Kontrakt 25. April in Frankenhausen) Graf Günther XXII. (XXXIX.) von Schwarzburg-Blankenburg (* 30. Mai 1455; † 8. August 1531 in Arnstadt; ▭ in der Liebfrauenkirche, ebenda), Sohn von Graf Heinrich XXI. (XXVI.) von Schwarzburg-Blankenburg (1418–1488) und Herzogin Elisabeth von Kleve (1420–1488)
D3. Gräfin Adelheid von Mansfeld
→ Linie erloschen
B7. [II] Gräfin Elisabeth von Mansfeld, urkundlich 1382, († nach 6. Juni 1403); ⚭ Fürst Albrecht von Anhalt-Köthen († 24. November 1425)
A3. Graf Burchard von Mansfeld, urkundlich 1358 bis 1383, Franziskaner (OFM) und Postulant von Naumburg (1358), Franziskaner zu Aschersleben (1367), Franziskaner ministen provinciae Saxoniae (1378–1383)
A4. Graf Bruno (I.) von Mansfeld, Deutscher Orden Landkomtur in Sachsen (1369–1370)
A5. Graf Erwin von Mansfeld, Landkomtur in Sachsen, († nach 13. Juli 1371)
A6. Graf Burchard von Mansfeld, urkundlich 1360 bis 1373, Komtur zu Osterode (1373)

## Die Grafen von Mansfeld vorderortischer Linie
Albrecht III. (V.) Graf (1477) und Herr zu Mansfeld, Herr zu Heldrungen (* um 1450; † 3. Dezember 1484 in Leipzig); ⚭ (1473) Susanna von Bickenbach, urkundlich 1469, (1469 Vertrag über ihre Mitgift von 5000 Gulden zahlbar vom Fürstbischof von Würzburg für die Überlassung von Homburg), (* vor 1469; †† 20. April 1530; ▭ in Walkenried), (⚭ II: (um 1485) Graf Heinrich XIII. von Honstein-Klettenberg (* um 1464; † 4. Juli 1529 in Ellrich; ▭ in Walkenried), Sohn von Graf Ernst IV. von Honstein-Klettenberg (1440–1508) und Margarete von Gera (1445–1497)), Tochter von Konrad VII. von Bickenbach (1429–1483) und Gräfin Agnes von Nassau-Wiesbaden (1423–1485); sie hatten folgende Nachkommen:
A1. Graf Günther III. (IV.) von Mansfeld-Vorderort, folgt 1484 seinem Vater, Ritter des Deutschen Ordens (1498), Herr zu Bornstedt (–1508), (* 24. März 1476; † 3. Juli 1526 auf Schloss Mansfeld; ▭ in der Schlosskirche, Mansfeld); ⚭ I: Gräfin Agnes von Gleichen-Tonna, Tochter von Graf Siegmund I. von Gleichen-Tonna (1422–1494) und Agnes von Querfurt (– vor 1465); ⚭ II: (14. Juni 1503) Gräfin Agnes von Gleichen-Blankenhain († 19. April 1536; ▭ in der St. Andreas Kirche, Eisleben), Tochter von Graf Karl I. von Gleichen-Blankenhain (1460–1495) und Felicitas von Beichlingen (1468–1500)
A2. Gräfin Anna, Nonne im Kloster Eisleben, († 1495; ▭ im Kloster Gerbstedt)
A3. Gräfin Elisabeth, Nonne im Kloster Neu-Helfta, († 21./30. Oktober 1495)
A4. Graf Volrad († zw. 3. November 1494 und 3. Oktober 1502)
A5. Graf Ernst II. von Mansfeld-Vorderort, folgt 1484 seinem Vater, herzoglich sächsischer Hauptmann, erhält bei der Erbteilung 1501 Heldrungen und lässt ab 1512 Burg Heldrungen zum Wohnsitz ausbauen, (* 6. Dezember 1479; † 9. Mai 1531 in Artern; ▭ in der St. Andreas Kirche, Eisleben); ⚭ I: (1500 in Stolberg) Barbara von Querfurt (* um 1485; † 23. Januar 1511; ▭ in der St. Andreas Kirche, Eisleben), Tochter von Bruno VII. (IX.), letzter Herr von Querfurt (1455–1496) und Gräfin Brigitte zu Stolberg (1468–1518); ⚭ II: (14. Juni 1512) Gräfin Dorothea zu Solms-Lich (* 25. Januar 1493; † 8. Juni 1578 in Mansfeld; ▭ in der St. Andreas Kirche, Eisleben), Tochter von Graf Philipp von Solms-Lich (1468–1544) und Gräfin Adriana von Hanau-Münzenberg (1470–1524)
B1. [I] Gräfin Katharina von Mansfeld-Vorderort, (* 1. Oktober 1501; † 1535 in Herzberg; ▭ in der Schlosskirche St. Jacobi, Osterode); ⚭ (1517) Herzog Philipp I. von Braunschweig-Grubenhagen (* um 1476; † 4. September 1551 in Herzberg; ▭ in der Marktkirche St. Aegidien, Osterode), Sohn von Herzog Albrecht II. (III.) von Braunschweig-Grubenhagen (1419–1485) und Gräfin Elisabeth von Waldeck (–1513)
B2. [I] Graf Philipp I. (II.) von Mansfeld-Vorderort, Herr zu Bornstedt (1539), Confessio Augustana (1542), Oberkämmerer von Kaiser Karl V., Statthalter des Erzbistums Magdeburg, Stifter der Bornstedter Linie (erloschen 1780), (* Oktober 1502; † 9. Juni/Juli 1546 in Bornstedt; ▭ in der St. Andreas Kirche, Eisleben); ⚭ (24./26. Februar 1536) Burggräfin Amabilia von Leisnig, (* 1. Juli 1508; † 22. Februar 1569 in Bornstedt; ▭ 27. Februar 1569 in der St. Andreas Kirche, Eisleben), (⚭ I: (1526) Ernst III. (II.) von Schönburg-Waldenburg (* 1486 in Glauchau; † 12. September 1534 ebenda), Sohn von Ernst I. von Schönburg-Waldenburg (1456–1488) und Anna von Rieneck (1461–1525)), Tochter von Burggraf Hugo (Haug) von Leisnig (1465–1538) und Dorothea Schenkin von Landsberg (–1532)
C1. Graf Hugo von Mansfeld-Vorderort, folgt 1546, (* 1536; † 16. Januar 1558)
C2. Gräfin Barbara von Mansfeld-Vorderort, Kanonissin (1575), Dechantin zu Gandersheim (1589), (* 22. Mai 1540; † 15. Dezember 1601 in Gandersheim; ▭ in der Stiftskirche Gandersheim)
C3. Gräfin Amabilia von Mansfeld-Vorderort, Kanonissin zu Gandersheim (1589), (* 1541/1544; † 17. September 1620 in Gandersheim; ▭ in der Stiftskirche Gandersheim)
C4. Graf Bruno I. (II.) von Mansfeld-Vorderort, Herr zu Bornstedt (1563), unterzeichnete die Konkordienformel von 1577 und das Konkordienbuch von 1580 (* 17. November 1545; † 14. April 1615; ▭ in der St. Andreas Kirche, Eisleben); ⚭ (27. Mai 1571) Gräfin Christine von Barby-Mühlingen (* Februar 1551 in Dresden; † 9. April 1605 in Mansfeld; ▭ in der St. Andreas Kirche, Eisleben), Tochter von Graf Wolfgang I. von Barby (1494/1502–1564/1565) und Gräfin Agnes von Mansfeld-Mittelort (1511–1558)
D1. Graf Philipp (IV.) von Mansfeld-Vorderort, (* 1572; † 7. Februar 1583 in Bornstedt; ▭ ebenda)
D2. Gräfin Agnes von Mansfeld-Vorderort, Kanonissin zu Gandersheim (1602), Dechantin zu Gandersheim (1610–1627), (* 1573; † 8. April 1647 in Bornstedt; ▭ in der St. Andreas Kirche, Eisleben)
D3. Graf Friedrich (III.) von Mansfeld-Vorderort, (* 1574; ⚔ 17. Dezember 1592 im Straßburgischen Feldzug)
D4. Graf Wolfgang (III.) von Mansfeld-Vorderort, Herr zu Bornstedt, Herr zu Schluckenau (1623), Herr zu Hainspach, kursächsischer Gesandter in Frankreich und Spanien (1609), kursächsischer General (1620), erhält 1627 Rothenburg vom Kaiser als Geschenk (1631 an Melchior von Falkenberg), konvertiert in Prag zum Katholizismus (1627), kaiserlicher Administrator von Magdeburg und Halberstadt (1630), Gouverneur der Festung Raab, kaiserlicher Kammerherr, Feldmarschall und Geheimer Rat (1632), (* 1575; † 15. Mai 1638 in Wien); ⚭ (14. Oktober 1618) Sophie Schenk von Tautenburg, (* nach 1598; † 23. Januar 1636 in Raab), (⚭ I: Graf Friedrich Albert zu Solms-Sonnenwalde und Pouch (* 30. März 1592; † 31. Juli 1615 in Sonnewalde), Sohn von Graf Otto zu Solms-Sonnenwalde und Pouch (1550–1612) und Gräfin Anna Amalia von Nassau-Weilburg (1560–1635)), Tochter von Burchard Schenk von Tautenburg (–1605) und Gräfin Agnes von Everstein (1576–1636)
E1. Gräfin Sophie Agnes von Mansfeld-Vorderort, (* 14. November 1619; † 20. Januar 1677); ⚭ (24. Dezember 1640) Fürst Maximilian von Dietrichstein zu Nikolsburg (* 27. Juni 1596; † 6. November 1655), (⚭ I: (23. April 1618 in Eisgrub) Prinzessin Anna Maria Franziska von Liechtenstein (* 7. Dezember 1597; † 26. April 1638), Tochter von Fürst Karl I. von Liechtenstein, Herzog von Troppau und Jägerndorf, (1569–1627) und Freiin Anna Maria von Boskowitz zu Schwarzenberg, Erbin von Schwarzenberg und Aussee, (1576–1625)), Sohn von Freiherr Sigismund von Dietrichstein zu Nikolsburg (1560–1602) und Johanna von der Leiter a.d.H. della Scala, Erbin von Amerang (1574–1649)
E2. Gräfin Christine Elisabeth von Mansfeld-Vorderort, (* 1621; † 30. Januar 1642 in Wien); ⚭ (11. März 1640 in Wien) Johann Franz von Trautson, Graf zu Falkenstein, Ritter des Ordens vom Goldenen Vlies, (* 1609; † 26. März 1663 in Wien), (⚭ I: (10. Februar 1630 in Baden-Baden) Prinzessin Maximiliane Waldburga von Hohenzollern-Hechingen (* 1609/1610; † 10. April 1639 in Wien), Tochter von Fürst Johann Georg von Hohenzollern-Hechingen (1577–1623) und Wild- und Rheingräfin Franziska von Salm-Neufville (1580–1619); ⚭ III: (1642) Freiin Maria Margaretha von Rappach (* 1621; † 1705), Tochter von Freiherr Christoph von Rappach (–) und Freiin Sophia von Sonderndorf (–)), Sohn von Paul Sixtus I. von Trautson, Graf zu Falkenstein, (1550–1621) und Freiin Susanna Veronica von Meggau (–1632)
E3. Graf Bruno (IV.) von Mansfeld-Vorderort, (*† 1623 nach empfangener Nottaufe)
E4. Graf Burchard (VIII.) von Mansfeld-Vorderort, (* 1627; † 11. Februar 1628)
E5. Graf Karl Adam von Mansfeld-Vorderort, Herr zu Bornstedt, Edler Herr zu Heldrungen, Friedeburg, Seeburg und Schraplau, Herr zu Schluckenau und Hainspach, (* 1629 in Schluckenau; † 20. Mai 1662 in Horneburg, an den Blattern); ⚭ (29. Oktober 1654 in Wien) Gräfin Maria Theresia von Dietrichstein zu Nikolsburg (* 1639; † 26. Januar 1658), Tochter von Fürst Maximilian von Dietrichstein zu Nikolsburg (1596–1655) und Prinzessin Anna Maria Franziska von Liechtenstein (1597–1638)
E6. Gräfin von Mansfeld-Vorderort, (†*)
D5. Graf Bruno II. (III.) von Mansfeld-Vorderort, Herr zu Bornstedt, erwirbt 1630 Schloss Dobrschitz, Malteserritter, Kämmerer, Oberststallmeister, oberster Jäger- und Falkenmeister, konvertiert zum Katholizismus (um 1600), (* 13. September 1576; † 16. September 1644 in Wien); ⚭ I: (1608) Dona Anna Maria Manrique de Lara y Mendoza (* vor 1570 in Wien, † vor 1636), (⚭ I: (3. Februar 1587) Freiherr Johann X. von Pernstein (* 30. Juli 1561; ⚔ 29. September 1597 bei Raab in Ungarn), Sohn von Vratislav von Pernstein (1530–1582) und Dona Maria Maximiliane Manrique de Lara y Briceno (1535/1538–1608)), Tochter von Don Juan Manrique de Lara y Mendoza (um 1536–1593) und Freiin Dorothea Colonna von Völs (–); ⚭ II: (20. Juli 1636 in Wien) Gräfin Maria Magdalena von Toerring zu Seefeld (* 1616; † vor 10. April 1668; ▭ in Wien), Tochter von Freiherr Ferdinand I. von Toerring-Seefeld (1583–1622) und Gräfin Renata von Schwarzenberg zu Hohenlandsberg (1589–1630/1639)
E1. [I] Gräfin Maria Franziska von Mansfeld-Vorderort († jung)
E2. [I] Gräfin Maria Anna Franziska von Mansfeld-Vorderort († 8. September 1654; ▭ in Wien); ⚭ (17. Januar 1627 in Wien) Graf Georg Achaz II. von Losenstein zu Gschwendt, Ritter des Ordens vom Goldenen Vlies, (* 1597; † 25. November 1653 in Regensburg?; ▭ in Garsten), (⚭ I: Maria von Volkenstorf († 1619); ⚭ II: Freiin Anna Catharina von Seeman zu Mangern (* 1599; † 1624)), Sohn von Graf Wolf Siegmund von Losenstein zu Gschwendt (1567–1626) und Susanna von Rogendorf (1583–1616)
E3. [II] Graf Franz Maximilian von Mansfeld-Vorderort, Herr zu Dobrschitz, Neuhaus und Arnstein, Herr zu Friedeburg (1667), Herr zu Bornstedt (1681), Ritter des Ordens vom Goldenen Vlies, Kammerherr des Kaisers Leopold I., Geheimer Rat und Hatschier-Hauptmann, Oberhofmeister der Kaiserin, Mitglied der Fruchtbringenden Gesellschaft (1668), (* 22. November 1639 in Wien; † 12. September 1692); ⚭ (25. November 1663) Gräfin Maria Anna Elisabeth von Harrach zu Rohrau (* 24. November 1643; † 9. Februar 1698), Tochter von Graf Karl Leonhard I. (VII.) von Harrach zu Rohrau (1594/1601–1645) und Gräfin Maria Franziska von Eggenberg (–1676/1679)
F1. Graf Franz Joseph Wenzel von Mansfeld-Vorderort, (* 23. September 1666; † 1669)
F2. Graf von Mansfeld-Vorderort (†* 27. April 1668)
F3. Gräfin Maria Margareta Franziska von Mansfeld-Vorderort, (* 5. Juli 1669; ~ 6. Juli 1669; † 1672)
F4. Graf Franz Hoyer Wenzel von Mansfeld-Vorderort, (* 10./20. Juli 1670; † 1676)
F5. Graf Heinrich Franz (Hoyer Franz August) von Mansfeld-Vorderort, (* 28. August 1672; † 1674)
F6. Gräfin Maria Claudia Anna Franziska Dominica von Mansfeld-Vorderort, (* und ~ 6. Dezember 1674; † 1676)
F7. Karl Franz Adam Anton von Mansfeld-Vorderort, 2. Fürst von Mansfeld und Fondi (1715), (* 2. November 1678 in Wien; † 9. Juli 1717 in Prag); ⚭ (31. Mai 1703 in Wien) Gräfin Maria Eleonora von Mansfeld-Vorderort (* 16. Oktober 1682; † 24. Mai 1747), Tochter von Fürst Heinrich Franz I. von Mansfeld und Fondi (1640–1715) und Gräfin Marie Louise zu Aspremont–Nantevil (1651/1652–1692)
G1. Gräfin Maria Antonia Elisabeth Viktoria von Mansfeld-Vorderort, Sternkreuzordensdame, (* 3. Oktober 1705; † 5. (März) 1748 in München); ⚭ (November 1725) Graf Johann Wenzel von Kaiserstein († 20. Juni 1728), Sohn von Freiherr Johann Baptist von Kaiserstein (–) und Freiin Gustava Johanna von Venningen (–)
G2. Gräfin Maria Franziska von Mansfeld-Vorderort (* 27. Dezember 1707; † 29. Januar 1743 in Wien); ⚭ (19. Oktober 1730 in Wien) Fürst Johann Wilhelm von Trautson, Graf zu Falkenstein, Ritter des Ordens vom Goldenen Vlies, (* 3. Januar 1700; † 31. Oktober 1775; ▭ in der Michaelerkirche (Wien)), (⚭ I: (1722 mit Dispens) Maria Josepha Ungnad, Gräfin von Weissenwolff (* 1703; † 16. März 1730), Tochter von Franz Anton Ungnad, Graf von Weissenwolff (1676–1715) und Gräfin Maria Franziska Isabella von Lamberg (1682–1748); ⚭ III: (1746) Freiin Maria Karolina Hager von Allentsteig), Sohn von Fürst Johann Leopold Donatus von Trautson, Graf zu Falkenstein, (1659–1724) und Maria Theresia Antonia Christina Ungnad, Gräfin von Weissenwolff, (–1769)
G3. Gräfin Maria Anna von Mansfeld-Vorderort (* 2. Januar 1709)
G4. Gräfin Maria Eleonora von Mansfeld, Sternkreuzordensdame, (* 28. Juni 1710; † 12. September 1761; ▭ in Brünn); ⚭ I: (6. Februar 1735 in Prag) Graf Wenzel Joseph Franz von Wrbna, Herr zu Waltersdorf und Fulneck (* 13. September 1716 in Liegnitz; † 22. November 1757 bei Breslau), Sohn von Graf Wenzel Albrecht von Würben und Freudenthal (1659–1732) und Landgräfin Maria Augusta von Fürstenberg-Stühlingen (1695–1770); ⚭ II: (20. Januar 1758) Graf Franz Karl Kottulinsky von Kottulin (* 27. November 1706; † 19. Oktober 1774), (⚭ I: (20. August 1738 in Wien) Gräfin Maria Theresia von und zu Trauttmansdorff (* 14. März 1703 in Prag; † 31. März 1757 in Brünn), Tochter von Graf Franz Wenzel von und zu Trauttmansdorff (1677–1753) und Gräfin Maria Eleonora von Kaunitz (1681–1735)), Sohn von Graf Franz Karl von Kottulinsky (1674–1748) und Maria Antonia von Rottal (1689–1761)
G5. Heinrich Paul Franz II. von Mansfeld, 3. Fürst von Mannsfeld (1717–1780), Fürst von Fondi (–1751), (* 6. Juli 1712 in Doberzisch; † 15. Februar 1780 in Prag); ⚭ I: (7. Januar 1735) Gräfin Maria Josepha Klara von Thun und Hohenstein (* 9. September 1714; † 17. September 1740), Tochter von Graf Johann Franz Joseph von Thun und Hohenstein (1686–1720) und Gräfin Maria Philippine Josepha von Harrach zu Rohrau und Thannhausen (1693–1763); ⚭ II: (9. April 1741) Gräfin Maria Anna Czernin von und zu Chudenitz, Sternkreuzordensdame, (* 19. Juni 1722; † 15. Januar 1772 in Prag), Tochter von Graf Franz Joseph Czernin von und zu Chudenitz (1696–1733) und Gräfin Marie Isabella Johanna de Mérode-Westerloo (1703–1780)
H1. [I] Joseph Wenzel Johann Nepomuk von Mansfeld, 4. Fürst von Mansfeld (1780), Graf von Fondi, verunglückte tödlich mit einer Kutsche, (* 12. September 1735; †† 31. März 1780); ⚭ (29. Februar 1764 in Wien) Gräfin Elisabeth von Regal, Sternkreuzordensdame (1766), (* 21. Februar 1742; † nach 1780), Tochter von Graf Maximilian von Regal
→ Geschlecht im Mannesstamm erloschen
H2. [I] Graf von Mansfeld (*† 2. Januar 1738)
H3. [I] Graf von Mansfeld (*† 17. Januar 1739)
H4. [I] Graf Bruno Heinrich von Mansfeld (* 20. März 1740; † 24. April 1740)
H5. [II] Graf von Mansfeld (* und † 1742)
H6. [II] Graf Johann Georg von Mansfeld (* 30. Juni 1744; † 21. März 1763)
H7. [II] Graf Bruno von Mansfeld (* 31. August 1745; † jung)
H8. [II] Graf Heinrich Paul von Mansfeld (* 7. Juli 1747; † jung)
H9. [II] Gräfin Anna Maria Isabella Ludmilla Johanna Adalberta Michaela Franziska von Mansfeld, Prinzessin von Fondi, Sternkreuzordensdame, Erbin von Dobrtisch, Suchodel, Russel und Heiligenfeld (Svaté Pole), (~ 29. August 1750 in Prag; † 21. Oktober 1794 in Wien); ⚭ (6. Januar 1771 in Prag) Franz de Paula Gundaker I. Joseph Adam Rudolf Johann Hieronymus von Colloredo, 2. Fürst von Colloredo-Mannsfeld (26. Februar 1789 in Wien), Ritter des Ordens vom Goldenen Vlies, (* 28. Mai 1731 in Wien; † 27. Oktober 1807 ebenda), (⚭ II: (8. Oktober 1797) Gräfin Maria Josepha von Schrattenbach (* 5. Juni 1750; † 1. Oktober 1806), Tochter von Graf Franz Anton von Schrattenbach (1712–1783) und Gräfin Maria Josepha Walpurgis Wrbna (1717–1783)), Sohn von Fürst Rudolf Wenzel Philipp Leonhard Joseph I. von Colloredo (1706–1788) und Gräfin Maria Gabriele von Starhemberg (1707–1793); Nachkommen siehe hier
H10. [II] Graf Georg Heinrich Kaspar von Mansfeld (* 18. Dezember 1752; † 27. Juli 1763)
H11. [II] Gräfin Marie Henriette von Mansfeld, Sternkreuzordensdame, (* 30. Oktober 1754; † 30. Januar 1780); ⚭ (8. Januar 1778) Graf Anton Joseph von Leslie, Majoratsherr zu Pettau, (* 20. Februar 1734; † 22. Februar 1802), (⚭ II: (20. Februar 1786) Gräfin Maria Wilhelmine von Wurmbrand und Stuppach (* 3. September 1764; † 20. Februar 1851), Tochter von Graf Gundakar Thomas Franz de Paula Johann Nepomuk Leonhard David von Wurmbrand und Stuppach (1733–1791) und Gräfin Maria Antonia de Paula Franziska de Paula Hieronima von Auersperg (1739–1816)), Sohn von Graf Karl Cajetan von Leslie (1696–1761) und Gräfin Maria Theresia Josepha von Eggenberg (1695–1774)
H12. [II] Gräfin Maria Eleonore Gabriele von Mansfeld, Sternkreuzordensdame, (* 11. Mai 1756; † 26. Februar 1815); ⚭ (21. November 1775) Graf Johann Adolf II. von Kaunitz (* 10. August 1750; † 1826), Sohn von Graf Johann Adolf I. von Kaunitz (1696–1771) und Maria Theresia Anna Josefa Ogilvy (1718–1775)
F8. Gräfin Maria Anna von Mansfeld-Vorderort, (* 1680; † 1691)
E4. [II] Graf Heinrich Franz I. von Mansfeld-Vorderort, Fürst von Fondi (1690 durch König Karl II. von Spanien), Fürst von Mansfeld (1691) (Primogenitur), Proklamation des Reichsfürstenstandes durch Kaiser Joseph I. (1711), edler Herr zu Heldrungen, Seeburg und Schraplau, Herr zu Dobrschitz, Neuhaus und Arnstein, kaiserlicher Geheimer Rat (1682), Feldzeugmeister (1684), Ritter des Ordens vom Goldenen Vlies (1685), Feldmarschall (1689), Gouverneur der Festung Komorn und Land- und Haus-Zeugmeister (1691–1698), oberster Kämmerer (1703), (* 21. November 1640 in Bornstedt; † 8./18. Juni 1715 in Wien); ⚭ I: (1679) Gräfin Marie Louise zu Aspremont-Nantevil (* 1651/1652; † 23. Oktober 1692 in Madrid), (⚭ I: (4. November 1665) Herzog Karl IV. von Lothringen (* 5. April 1604; † 18. September 1675 in Allenbach), Sohn von Herzog Franz II. von Lothringen, Graf von Vaudémont (1572–1632) und Gräfin Christina Katharina von Salm (1575–1627)), Tochter von Graf Carl II. zu Aspremont-Nantevil, Seigneur de Sorcy (–) und Marie Francoise Mailly, dite de Coucy (–1702); ⚭ II: (16. November 1693) Gräfin Maria Franziska von Auersperg, Sternkreuzordensdame, (* 1664; † 5. September 1739; ▭ in Wien), Tochter von Fürst Johann Weikhard von Auersperg, Herzog von Münsterberg und Frankenstein, Graf zu Thengen, Gottschee und Wels, (1615–1677) und Gräfin Maria Katharina von Losenstein (1636–1691)
F1. [I] Gräfin Maria Anna von Mansfeld-Vorderort, Sternkreuzordensdame, (* 16. Oktober 1680; † 7. Juni 1724 in Wien); ⚭ I: (28. September 1699) Wild- und Rheingraf Wilhelm Florentin zu Salm-Hoogstraeten (* 12. Mai 1670; † 6. Juni 1707 in Antwerpen), Sohn von Graf Karl Florentin zu Salm-Neufville (1635–1676) und Marie Gabrielle de Lalaing, Comtesse d’Hoogstraeten, (1638/1648–1709); ⚭ II: (14. Mai 1711) Graf Carl von Colonna, Freiherr von Fels, († 14. September 1713 in Heidelberg), Sohn von Johann Franz Leopold Karl von Fels (–1681) und Maria Elisabeth von Schärffenberg (–); ⚭ III: (17. Mai 1719) Graf Johann Adam Siegfried von und zu Auersperg (* 15. September 1676; † 28. Oktober 1739), (⚭ II: (1725) Maria Anna von Giovanelli (* 1688; † 12. März 1754)), Sohn von Graf Wolfgang Engelbert IV. von Auersperg (1641–1696) und Gräfin Catharina Elisabeth von Trilleck (1647–1724)
F2. [I] Gräfin Maria Eleonora von Mansfeld-Vorderort, (* 16. Oktober 1682; † 24. Mai 1747); ⚭ (31. Mai 1703 in Wien) Graf Karl Franz von Mansfeld-Vorderort, 2. Fürst von Mansfeld und Fondi, (* 2. November 1678 in Wien; † 9. Juli 1717 in Prag)
E5. [II] Graf Franz Bruno von Mansfeld-Vorderort, († 1650)
D6. Graf Jobst (III.) von Mansfeld-Vorderort, (* 1577; †⚔ … im niederländischen Krieg)
D7. Gräfin Elisabeth von Mansfeld-Vorderort, (* 18. August 1578; † 22. Juli 1622 in Eisleben; ▭ in Friedeburg)
D8. Gräfin Anna von Mansfeld-Vorderort, Confessio Augustana, (* 30. August 1579; † 7. August 1620 in Lich; ▭ in der Marienstiftskirche, Lich); ⚭ (8. Januar 1598 in Bornstedt) Graf Ernst II. zu Solms-Lich, Herr zu Münzenberg in 1/4 Hohensolms, Confessio Augustana, (* 30. Juli 1563; † 24. August 1619 in Lich), Sohn von Graf Ernst I. zu Solms-Lich (1527–1590) und Gräfin Margarethe zu Solms-Braunfels (1541–1594)
D9. Graf Joachim Friedrich von Mansfeld-Vorderort, Herr zu Friedeburg (1604) und Pfützthal, königlicher Obrist in schwedischen Diensten, (* 19. April 1581; † 29. April 1623 in Friedeburg; ▭ in der Kirche Friedeburg)
D10. Gräfin Christine von Mansfeld-Vorderort, Kanonissin zu Gandersheim (1634), Dechantin zu Gandersheim (1641–17. April 1650), (* 1. Mai 1586; † 11. Mai 1655 in Bornstedt; ▭ in der St. Andreas Kirche, Eisleben)

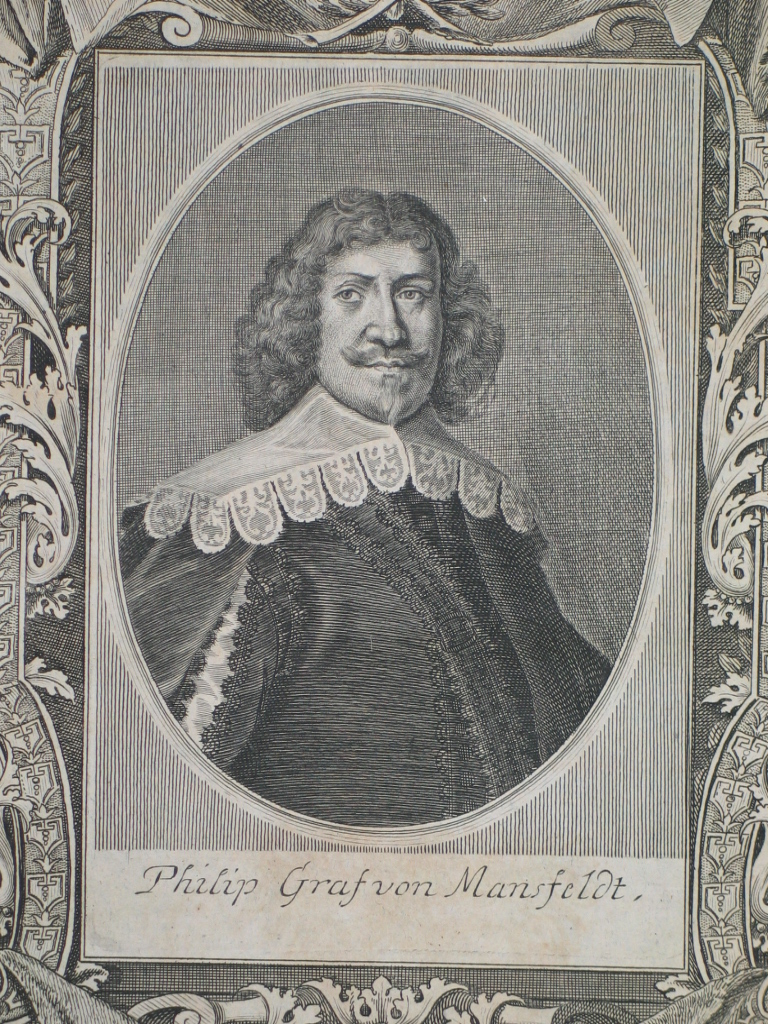
Philipp (1589–1657)

D11. Graf Philipp III. (V.) von Mansfeld-Vorderort, Kommandant der Habsburgischen Ostseeflotte unter Wallenstein (1628), Hofrat und kaiserlicher Kämmerer (1631), Feldzeugmeister (1632), Feldmarschall (1633), Kommandant der Hartschier-Leibgarde (1637) und (1638) Stadtkommandant von Wien. Gouverneur der Festung Raab, röm.-katholisch, (* 1589; † 8. April 1657 in Raab); ⚭ I: (18. November 1611 in Merlau) Gräfin Maria von Mansfeld-Hinterort (* 1567 (nach 3. März); † zw. 1625 und 1635), (⚭ I: (4. Juli 1591 in Marburg) Landgraf Ludwig III. (IV.) von Hessen-Marburg (* 27. Mai 1537 in Kassel; † 9. Oktober 1604 auf dem Marburger Schloss; ▭ in der Stadtpfarrkirche, Marburg), Sohn von Landgraf Philipp I. von Hessen (1504–1567) und Prinzessin Christina von Sachsen (1505–1549)), Tochter von Graf Johann I. von Mansfeld-Hinterort (–1567) und Prinzessin Margarete von Braunschweig-Lüneburg (1534–1596); ⚭ II: Klara († (Mai) 1648 in Raab); ⚭ III: (20. Juni 1648 in Penzing bei Wien) Freiin Margaretha Katharina Popel von Lobkowitz (Markéta Kateřina Popelovna z Lobkowicz), Hofdame der Kaiserin Maria Anna, (* 11. Mai 1612; † 17. Oktober 1669), (⚭ I: Graf Johann Karl von Schönberg († 1634)), Tochter von Freiherr Wilhelm (Vilém „mladší“) Popel von Lobkowicz (1575–1647) und Freiin Kateřina Benigna Popelovna von Lobkowicz (1594–1653)
E1. [II] Gräfin Maria Klara von Mansfeld-Vorderort, lebte in einem böhmischen Kloster, (~ 21. Dezember 1635 in Wien)
E2. [II] Graf Ferdinand Hoyer von Mansfeld-Vorderort, (~ 6. Juni 1637 in Wien)
E3. [II] Gräfin Anna Karolina von Mansfeld-Vorderort, († 19. August 1712); ⚭ I: (20. November 1670 in Wien) Freiherr Karl Heinrich (Karel Jindřich) von Zierotín († 1682), Sohn von Přemysl II. (1590–1652) und Gräfin Anna Marie Sidonia Schlick von Passaun (Bassano) und Weißkirchen; ⚭ II: () Graf Philipp Franz von Gallas zum Schloß Campo und Freyenthurn (auf Martarella), Herr zu Ronow, kaiserlicher Kämmerer, Landeshauptmann des Bistums Breslau und Grottkau (* 1666; † (1731)), Sohn von Graf Franz Ferdinand von Gallas-Campo (1635–1697) und Gräfin Katharina Barbara von Martinic (1645–1670)
E4. [II] Gräfin Susanna Polyxena Christina von Mansfeld-Vorderort, (~ 7. Juli 1640 in Wien; † 1693); ⚭ I: (11. Juni 1662 in Wien) Graf Matthias Ernst von Berchtold (* 26. Februar 1632 in Wien; † 7. Juli 1678 in Wien), (⚭ I: (1660) Amabilia Anna Ludmilla Swihowska z Ryzmberka († 1661)), Sohn von Johann Jacob, Freiherr (seit 1633) Berchtold von und zu Ungarschitz, Fratting und Pullitz (1585–1641) und Regina Catharine Nütz (Ritz) von Grüb (1601–1655); ⚭ II: (1683) Graf Julius Leopold von Hoditz und Wolframitz (* 19. Juli 1640; † 23. Juli 1693), (⚭ I: () Gräfin Barbara Katharina von Nostitz († 8. Juni 1681), Tochter von Freiherr Otto von Nostitz-Rokitnitz (1608–1664) und Maria Barbara Katharina Elisabeth Wachtel von Panthenau (–1675); ⚭ II: () Eusebia Benigna von Kaunitz († 1683), Tochter von Karl von Kaunitz (1595–1631) und Elisabeth Sesyma (–)), Sohn von Graf Georg Maximilian von Hoditz und Wolframitz (1606–1661) und Catharina Eleonore zu Dohna (–)
E5. [II] Graf Georg Albert von Mansfeld-Vorderort, Confessio Augustana (30. November 1687 in Artern), (* 4. Mai 1642; † 26. Dezember 1696 in Holzzelle; ▭ in der St. Andreas Kirche, Eisleben), ⚭ (August 1696) Gräfin Barbara Magdalena von Mansfeld-Hinterort (* 12. Januar 1618; † 25. Dezember 1696 in Holzzelle; ▭ in der St. Andreas Kirche, Eisleben), (⚭ I: (1639) Graf Johann Georg II. von Mansfeld-Eisleben (* 10. Mai 1593; † 19. Februar 1647), Sohn von Graf Jobst (II.) von Mansfeld-Eisleben (1558–1619) und Anna von Könitz (–1637); ⚭ II: (4. Februar 1655 in Schraplau) Johann Anton von Werthern; ⚭ III: (1680) Georg Andreas Schwab von Lichtenberg), Tochter von Graf David von Mansfeld–Hinterort (1573–1628) und Juliane Marie Reuß zu Gera (1598–1650)
E6. [III] Gräfin Franziska Margarethe von Mansfeld-Vorderort, Sternkreuzordensdame (1706), (* 1653; † 31. Mai 1720); ⚭ Freiherr Gotthard Albrecht von Zedlitz und Nimmersatt († 15. Dezember 1690 auf der Burg Bolkenhain; ▭ Oktober 1691), (⚭ I: Freiin Cäcilie Ottilie von Zedlitz († 1677), Tochter von Freiherr Ferdinand von Zedlitz zu Bolkenhain (–1668))
D12. Gräfin Elisabeth von Mansfeld-Vorderort, (* 1594)
B3. [I] Graf Christoph (I.) von Mansfeld-Vorderort, Dekan zu Heldrungen, (* 1503; † 26. August 1535)
B4. [I] Gräfin Agnes von Mansfeld-Vorderort, (* 18. Dezember 1504; † 1570; ▭ in der Bergkirche Penig); ⚭ Burggraf Georg II. (III.) von Leisnig (* 6. November 1496; † 13. März 1537), Sohn von Burggraf Hugo (Haug) von Leisnig (1465–1538) und Dorothea Schenkin von Landsberg (–1532)
B5. [I] Gräfin Barbara von Mansfeld-Vorderort, (* 1505/1506; † vor 27. Februar 1529); ⚭ (1524) Graf Ulrich X. (IX./XVI.) von Regenstein und Blankenburg (* 1499; † zw. 22. März 1551 und 3. April 1551; ▭ in Blankenburg), (⚭ II: (25. Februar 1530 in Stiege) Gräfin Magdalena zu Stolberg (* 6. November 1511 in Stolberg; † 19. November 1546 in Blankenburg), Tochter von Graf Botho (VIII.) zu Stolberg (1467–1538) und Gräfin Anna von Eppstein-Königstein-Rochefort (1481/1482–1538)), Sohn von Graf Ulrich VIII. (XV.) von Regenstein und Blankenburg (1460–1524) und Gräfin Anna von Hohnstein (–1539)
B6. [I] Gräfin Amalia von Mansfeld-Vorderort, urkundlich 9. Juni 1536 bis 5. Oktober 1554, (* um 1506; † nach 1557); ⚭ I: Heinrich XIII. „der Stille“ Reuß von Plauen, Herr zu Greiz, (* um 1464; † 8. Juni 1535 in Greiz); (⚭ I: vor (14. Februar 1506) Anna Dorothea von Colditz, urkundlich 14. Februar 1506, (* um 1484), Tochter von Thimo X. (XIII.) von Colditz (1458–1508) und Margareta von Wartenberg (1462–1521)); Sohn von Heinrich IX. „der Ältere“ Reuß, Herr zu Greiz (1410–1476) und Freiin Magdalene zu Schwarzenberg (1426–1485); ⚭ II: (nach 1537) Graf Joachim von Gleichen-Remda († vor 1544); Sohn von Graf Hektor I. von Gleichen-Remda (1492–1548); ⚭ III: Graf Joachim Jakob von Gleichen-Remda († vor 1544); Sohn von Graf Adolf II. von Gleichen-Remda (1492–1537)
B7. [I] Gräfin Margareta von Mansfeld-Vorderort, († 1/2 Jahr nach der Geburt)
B8. [I] Graf Ernst (III.) von Mansfeld-Vorderort, Domdekan zu Magdeburg (1524–1551), Propst zu Jechaburg (1536–1543), Domherr zu Mainz und Meißen, Propst von St. Sebastian, Magdeburg (1545), († 9. März 1551 in Halberstadt; ▭ in der St. Andreas Kirche, Eisleben)
B9. [I] Gräfin Margareta von Mansfeld-Vorderort, (*† (23. Januar 1511 mit ihrer Mutter nach der Taufe))
B10. [II] Gräfin Maria von Mansfeld-Vorderort, († 12 Jahre alt)
B11. [II] Gräfin Anna von Mansfeld-Vorderort, röm.-katholisch, († 26. Juli 1542; ▭ in der Stiftskirche zu Römhild); ⚭ (17. August 1529) Graf Berthold XVI. von Henneberg-Römhild, Confessio Augustana, verkauft 1548 Römhild an die Grafen von Mansfeld, (* 1493/1497; †† 23. März 1549 in Römhild; ▭ in der Stiftskirche zu Römhild), Sohn von Graf Hermann VIII. von Henneberg-Römhild (1470–1535) und Prinzessin Elisabeth von Brandenburg (1474–1507)
B12. [II] Gräfin Apollonia von Mansfeld-Vorderort, († 5 Monate alt)

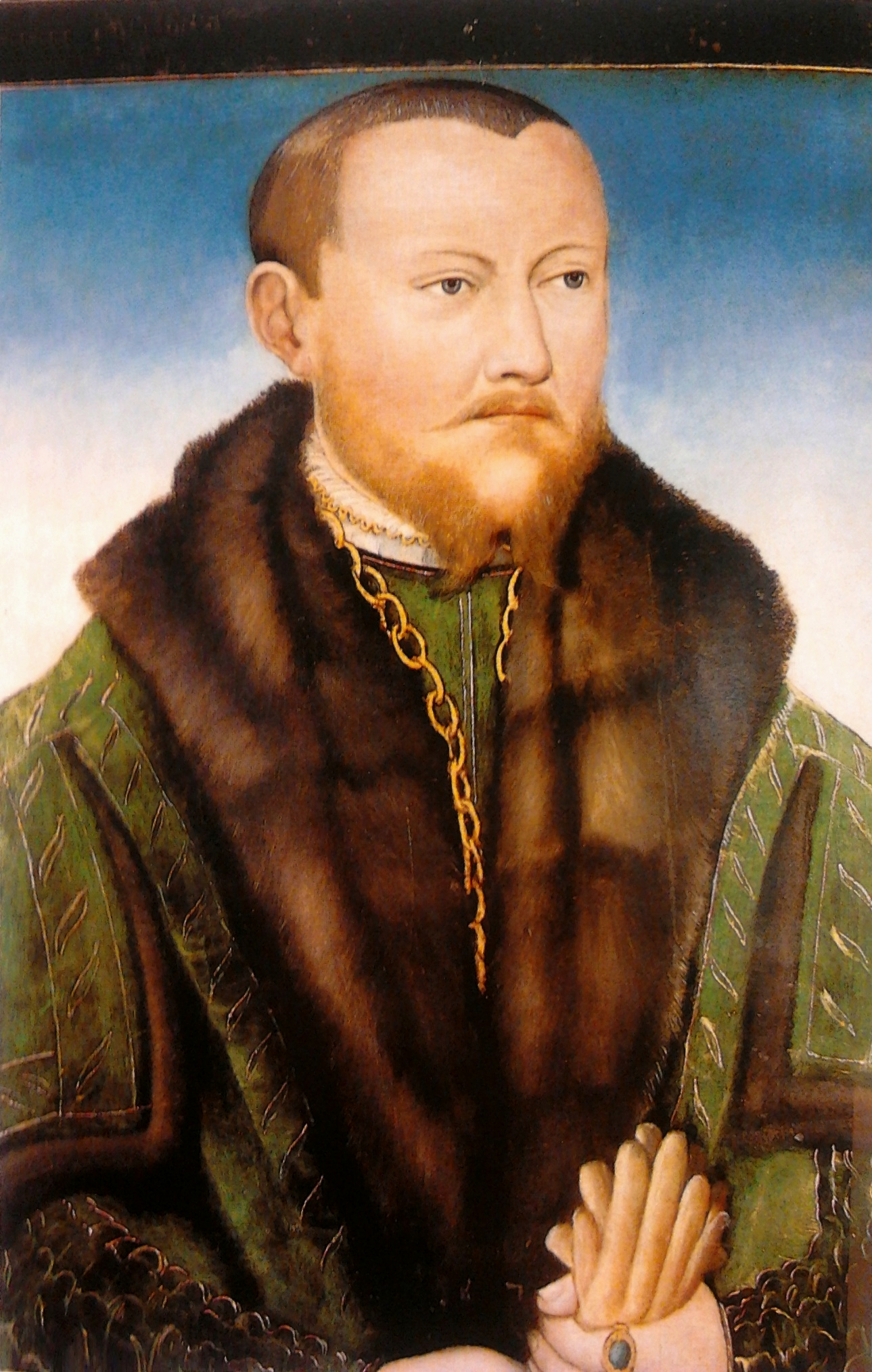
Johann Georg I. (1515–1579)

B13. [II] Graf Johann Georg I. von Mansfeld-Vorderort, Herr zu Eisleben (1563), am 13. September 1570 willigt er in die Sequestration der Grafschaft ein, kursächsischer Rat (1554), Confessio Augustana, Stifter der Eislebischen Linie (erloschen 1710), (* 1515; † 14. August 1579 in Dresden); ⚭ (1541) Gräfin Katharina von Mansfeld-Hinterort (* (1520/1521); † 26. Mai 1582; ▭ in der St. Andreas Kirche, Eisleben), Tochter von Graf Albrecht IV. (VII.) von Mansfeld-Hinterort (1480–1560) und Gräfin Anna von Honstein-Klettenberg (1490–1559)
C1. Graf Philipp (III.) von Mansfeld-Eisleben (* 10. Oktober 1542; † 13. Januar 1564 in Nürnberg)
C2. Graf Ernst IV. (III.) von Mansfeld-Eisleben, folgt 1579 seinem Vater, Domherr zu Straßburg (1583–1593), (* 13. Januar 1544; † 2. Mai 1609 in Ansbach; ▭ in Eisleben)
C3. Gräfin Maria von Mansfeld-Eisleben (* 12. März 1545; † vor 1588); ⚭ I: (1. September 1560 in Eisleben) Graf Adolf von Sayn, Confessio Augustana, (* 1538; † 30. Juni 1568; ▭ in Hachenburg), Sohn von Graf Johann IX. von Sayn (1518–1560) und Gräfin Elisabeth von Holstein-Schaumburg (1522–1545); ⚭ II: (vor 1574) Freiherr Peter Ernst I. von Criechingen (* 1547; † nach 1607), Sohn von Freiherr Wirich von Criechingen (1511–1587) und Gräfin Antonia von Salm-Kyrburg (–1589)
C4. Gräfin Anna von Mansfeld-Eisleben († 6. Juni 1621); ⚭ (15. Dezember 1560 auf Schloss Mansfeld) Graf Johann Philipp I. von Leiningen-Dagsburg-Hartenburg (* 25. Dezember 1539; † 8. September 1562 in Hartenburg), Sohn von Graf Emich X. von Leiningen-Dagsburg-Hartenburg (1498–1541) und Gräfin Katharina von Nassau-Saarbrücken (1517–1553)
C5. Gräfin Dorothea von Mansfeld-Eisleben (* 1549 in Eisleben; † zw. 1586 und 1626); ⚭ I: (1581) Johann Christoph, Wild- und Rheingraf zu Dhaun-Grumbach und Rheingrafenstein, Graf zu Salm, Herr in Grumbach (1574), (* 20. Mai 1555; † 3. August 1585; ▭ in der Stiftskirche St. Johannisberg), Sohn von Philipp Franz, Wild- und Rheingraf zu Dhaun und Neufviller-sur-Moselle, Graf zu Salm, (1518–1561) und Gräfin Maria Aegyptiaca von Oettingen-Oettingen (–1559); ⚭ II: Emich von Daun, Graf zu Falkenstein in Bretzenheim, (* (23. Dezember?) 1563 in Lauterecken; † 4./14. November 1628 in Falkenstein), (⚭ II: Gräfin Anna Amalia von Erbach (* 10. Juni 1577 in Erbach; † 1630), Tochter von Graf Georg III. von Erbach, Herr zu Breuberg, (1548–1605) und Gräfin Anna zu Solms-Laubach (1557–1586)), Sohn von Johann von Daun, Graf zu Falkenstein, (–1579) und Wild- und Rheingräfin Ursula zu Salm-Kyrburg (1516–1601/1605)
C6. Gräfin Agnes von Mansfeld-Eisleben, Stiftsdame im Stift Gerresheim, (* um 1551; † zw. 1601 und 1627 in Grumbach; ▭ in Sulzbach); ⚭ (2. Februar 1583 in Bonn) Gebhard von Waldburg-Trauchburg, Truchsess von Waldburg, Kurfürst und Erzbischof von Köln (1577–1583), (* 10. November 1547 in Heiligenberg; † 21. Mai 1601 in Straßburg; ▭ im Straßburger Münster), Sohn von Freiherr Wilhelm „der Jüngere“ von Waldburg-Trauchburg, Truchsess von Waldburg, (1518–1566) und Gräfin Johanna von Fürstenberg (1529–1589)
C7. Graf Hoyer Christoph I. von Mansfeld-Eisleben (* 4. November 1554; † 1587), unterzeichnete die Konkordienformel von 1577 und das Konkordienbuch von 1580
C8. Gräfin Katharina von Mansfeld-Eisleben, (* 1555; † 1634 in Zittau); ⚭ (1577) Freiherr Carl von Wartenberg (Karel Pan z Vartemberka) zu Groß Rohosetz und Gut Skal, königlich böhmischer Rat und Kämmerer, (* 1553?; † 30. August 1612 auf Gut Skal; ▭ in Turnau), Sohn von Freiherr Adam von Wartenberg (–um 1564) und Magdalena von Kolovrat
C9. Graf Peter Ernst (II.) von Mansfeld-Eisleben, Domherr zu Straßburg (1573–1585), unterzeichnete die Konkordienformel von 1577 und das Konkordienbuch von 1580 (* 18. Oktober 1556; † 21. März 1586)
C10. Gräfin Esther von Mansfeld-Eisleben, urkundlich 1592 bis 1605; ⚭ Freiherr Georg II. von Criechingen-Pietingen (1567–1609), Confessio Augustana, (* nach 1525; † 1607/1609), Sohn von Freiherr Georg I. von Criechingen-Pietingen (–1567) und Gräfin Philippa von Leiningen (1504–1554)
C11. Graf Jobst (II.) von Mansfeld-Eisleben, (seit 1561 blind), (* 14. April 1558; † 30. Dezember 1619; ▭ Mansfeld im Thal); ⚭ (7. Februar 1592) Anna von Könitz († 24. Juni 1637 auf Burg Arnstein)
D1. Graf Johann Georg II. von Mansfeld-Eisleben, verlegt 1637 seinen Wohnsitz von Burg Arnstein nach Burg Schraplau, (* 10. Mai 1593; † 19. Februar 1647 in Schraplau; ▭ Mansfeld im Thal); ⚭ I: (6. Mai 1633 in Stolberg) Gräfin Barbara Maria zu Stolberg (* 1. Dezember 1596 in Schwedt; † 21. März 1636 auf Burg Arnstein; ▭ Mansfeld im Thal), (⚭ I: (31. Oktober 1613 in Wernigerode) Graf Wolfgang Georg zu Stolberg-Stolberg (* 20. Dezember 1582 in Stolberg; † 11. September 1631 ebenda), Sohn von Graf Johann zu Stolberg-Stolberg (1549–1612) und Engela von Putbus (1550–1598)), Tochter von Graf Christoph (II.) zu Stolberg-Wernigerode (1567–1638) und Gräfin Hedwig von Regenstein und Blankenburg (1572–1634); ⚭ II: (1. November 1637 in Arnstein) Gräfin Barbara Magdalena von Mansfeld-Hinterort, Erbin von Schraplau, (* 12. Januar 1618; † 25. Dezember 1696 in Holzzelle; ▭ in der St. Andreas Kirche, Eisleben)), (⚭ II: (4. Februar 1655 in Schraplau) Johann Anton von Werthern; ⚭ III: (1680) Georg Andreas Schwab von Lichtenberg; ⚭ IV: (August 1696) Graf Georg Albert von Mansfeld-Vorderort (* 4. Mai 1642; † 26. Dezember 1696), Sohn von Graf Philipp III. (V.) von Mansfeld-Vorderort (1589–1657) und Klara)), Tochter von Graf David von Mansfeld–Hinterort (1573–1628) und Juliane Marie Reuß zu Gera (1598–1650)
E1. [I] Graf Hoyer Christoph II. von Mansfeld-Eisleben, studierte an der Universität Jena, (* 23. Februar 1636 auf Burg Arnstein; † 20. Oktober 1653 in Schraplau; ▭ Mansfeld im Thal)
E2. [II] Gräfin Magdalena von Mansfeld-Eisleben, (* 16. August 1638; † 1. Oktober (1675/1678) in Wien)
E3. [II] Graf Johann Georg III. von Mansfeld-Eisleben, letzter Graf von Mansfeld evangelisch-lutherischer Konfession, (* 12. Juli 1640 in Schraplau; †† 1. Januar 1710 auf Schloss Mansfeld; ▭ Mansfeld im Thal); ⚭ I: (20. Oktober 1667 auf Schloss Hartenstein) Freiin Sophie Eleonore von Schönburg-Hartenstein (* 16. (Oktober/Dezember) 1649; † 17. Oktober 1703 in Artern; ▭ Mansfeld im Thal), Tochter von Freiherr Otto Albrecht, Herr von Schönburg-Hartenstein (1601–1681) und Ernestine Reuß zu Gera (1618–1650); ⚭ II: (13. Dezember 1704 auf Schloss Stolberg) Gräfin Luise Christiane zu Stolberg-Stolberg (* 21. Januar 1675 in Ortenberg; † 16. Mai 1738 in Weißenfels; ▭ in der Schlosskirche St.Trinitatis, Weißenfels), (⚭ II: (11. Mai 1712 auf Schloss Stolberg) Herzog Christian von Sachsen-Weißenfels (* 23. Februar 1682 in Weißenfels; † 28. Juni 1736 in Sangerhausen), Sohn von Herzog Johann Adolf I. von Sachsen-Weißenfels (1649–1697) und Prinzessin Johanna Magdalena von Sachsen-Altenburg (1656–1686)), Tochter von Graf Christoph Ludwig I. zu Stolberg-Stolberg (1634–1704) und Landgräfin Luise Christine von Hessen-Darmstadt (1636–1697)
→ Linie erloschen
E4. [II] Gräfin Anna Juliana (I.) von Mansfeld-Eisleben, (* 9. Dezember 1641; † 8. März 1642; ▭ 1647 Mansfeld im Thal)
E5. [II] Gräfin Barbara Maria von Mansfeld-Eisleben, (* 31. Juli 1643; † (5./15.) Januar 1644; ▭ 1647 Mansfeld im Thal)
E6. [II] Graf Johann Günther (III.) von Mansfeld-Eisleben, (* 15. Oktober 1644; † 31. Oktober 1644; ▭ 1649 Mansfeld im Thal)
E7. [II] Gräfin Anna Juliana (II.) von Mansfeld-Eisleben, (* 18. Juni 1646; † 1660 in Schraplau; ▭ in der St. Annenkirche, Eisleben)
D2. Gräfin Katharina von Mansfeld-Eisleben, (* 10. Juni 1595; † 26. Mai 1620 in Ortenberg; ▭ ebenda); ⚭ (6. Juni 1619 in Schraplau) Graf Heinrich Volrad zu Stolberg-Ortenberg (* 13. Juli 1590 in Wernigerode; † 4. Oktober 1641 in Frankfurt am Main), Sohn von Graf Ludwig Georg zu Stolberg-Ortenberg (1562–1618) und Gräfin Sarah von Mansfeld-Hinterort (1563–1591), (⚭ II: (26. März 1623 in Laubach) Gräfin Margarethe zu Solms-Laubach (* 16. Oktober 1604 in Laubach; † 6. November 1648 in Darmstadt), Tochter von Graf Albert Otto I. zu Solms-Laubach (1576–1610) und Landgräfin Anna von Hessen-Darmstadt (1583–1631))
D3. Gräfin Anna Sibylla von Mansfeld-Eisleben, (* 29. September 1596; † 20. Mai 1636 in Arnstein)
D4. Gräfin Anna Agnes von Mansfeld-Eisleben, (* 11. November 1597; † (14./24.) April 1678)
D5. Gräfin Anna Juliana von Mansfeld-Eisleben, (* 28. Februar 1599); ⚭ Graf János (Johann) II. Pálffy von Erdődy (* um 1587; † 29. Mai 1646 in Zuha), (⚭ II: Judit Amade de Várkony († 1672)), Sohn von Graf Miklós II. Pálffy von Erdődy (1552–1600) und Gräfin Maria Magdalena Fugger von Nordendorf (1566–1646), Tochter von Markus Fugger
D6. Graf Peter Ernst (III.) von Mansfeld-Eisleben, (* 1. Juli 1604; † 5. Juli 1604)
C12. Gräfin Sibylle von Mansfeld-Eisleben, (* 1560; † 9. Oktober 1629); ⚭ Freiherr Adam Slavata von Chlum und Koschumberg (* 1546; † zw. 27. Februar 1616 und 29. März 1616), (⚭ I: (um 5. Februar 1570 in Koschumberg) Freiin Dorothea von Kurzbach-Trachenberg († 1586)), Sohn von Diviš Vilém Slavata z Chlumu a Košumberka (1515–1575) und Eliška z Hradce (Elisabeth von Neuhaus) (1524–1585)
C13. Graf Friedrich (III.) von Mansfeld-Eisleben, (* 1562; † 1565; ▭ 20. Juli 1565 Mansfeld im Thal)
B14. [II] Gräfin Elisabeth von Mansfeld-Vorderort, (* vor 3. Mai 1516; † vor 26. März 1541); ⚭ I: (27. Januar 1539 in Dresden) Herzog Friedrich von Sachsen (* 15. März 1504 in Dresden; † 26. Februar 1539 ebenda; ▭ in der Fürstenkapelle des Meißner Doms), Sohn von Herzog Georg von Sachsen (1471–1539) und Prinzessin Barbara von Polen (1478–1534); ⚭ II: (1539/1540) Freiherr Christoph von Rogendorf, Graf von Guntersdorf und Mollendorf, Ritter des Ordens vom Goldenen Vlies, (* 19. November 1510), Sohn von Freiherr Wilhelm I. von Rogendorf (1481–1541) und Gräfin Elisabeth von Oettingen (–1518)
B15. [II] Graf Johann Hoyer (I.) von Mansfeld-Vorderort, († vor dem dritten Lebensjahr)

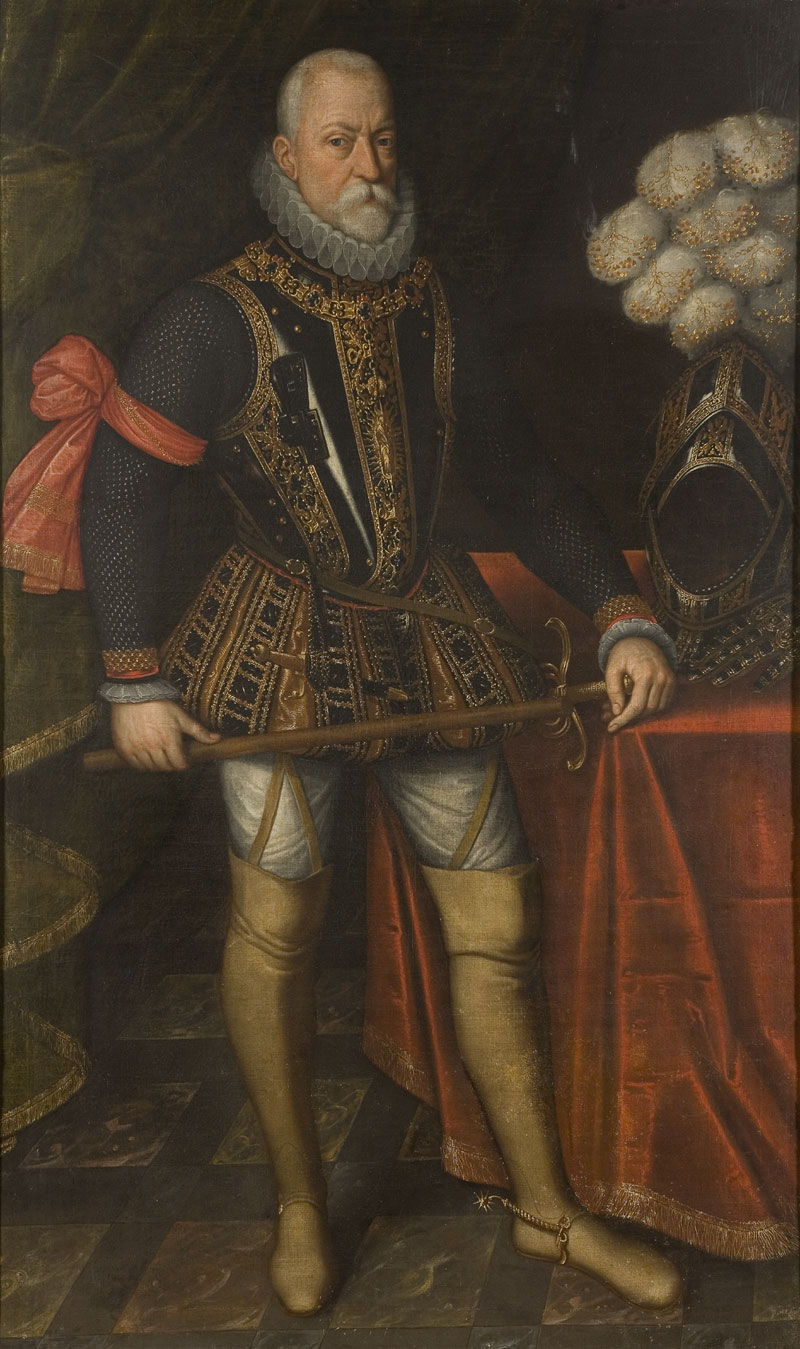
Peter Ernst I. (1517–1604)

B16. [II] Peter Ernst I., Graf von Mansfeld-Vorderort, Herr zu Friedeburg (1563), Fürst von Mansfeld (14. März 1594 Erhebung in den Reichsfürstenstand für sich und seine Nachkommen durch Kaiser Rudolf II.), Statthalter des Herzogtums Luxemburg (1545–1604) und der Niederlande (1592–1594), Ritter des Ordens vom Goldenen Vlies (1546), Stifter der Friedeburgischen Linie (erloschen 1626), (* 12. August 1517 auf Schloss Heldrungen; † 23. Mai 1604 in Luxemburg-Clausen; ▭ in der Kapelle des Klosters der Récollets in Luxemburg); ⚭ I: (1. April 1542 in Brüssel) Margareta von Brederode († 31. Mai 1554 in Namur; ▭ in der Kapelle des Klosters der Récollets in Luxemburg), Tochter von Reinhard III. von Brederode (1492–1556) und Philippine de la Marck (–1537); ⚭ II: (22. Februar 1562 in Weert) Marie de Montmorency, Dame de Conde, († 5. Februar 1570; ▭ in der Kapelle des Klosters der Récollets in Luxemburg), (⚭ I: (1550) Charles II. de Lalaing, Seigneur d’Escornaix, (* 1506 auf Burg Lalaing; † 1558 in Antwerpen), (⚭ I: (1528) Marguerite de Croÿ, Dame de Wavrin et d’Ecaussines, (* 6. Dezember 1508; † 2. Juli 1549), Tochter von Charles de Croÿ, Fürst von Chimay, Baron de Quievrain et d’Estroeungt (1455–1527) und Louise d’Albret, Vicomtesse de Limoges, (–1531)), Sohn von Charles I. de Lalaing, Baron d’Escornaix (1466–1525) und Jacqueline von Luxemburg (–1515)), Tochter von Joseph de Montmorency, Seigneur de Nivelle, (–1530) und Anna von Egmont (–1574); ⚭ III: (legitimiert 28. Februar 1591 in Brüssel) Anna von Benzerath; ⚭ IV: Katharina Wetzeler
C1. [I] Graf Friedrich von Mansfeld-Friedeburg, (* 1542; † 26. April 1559 in Boulogne-sur-Mer oder Padua)

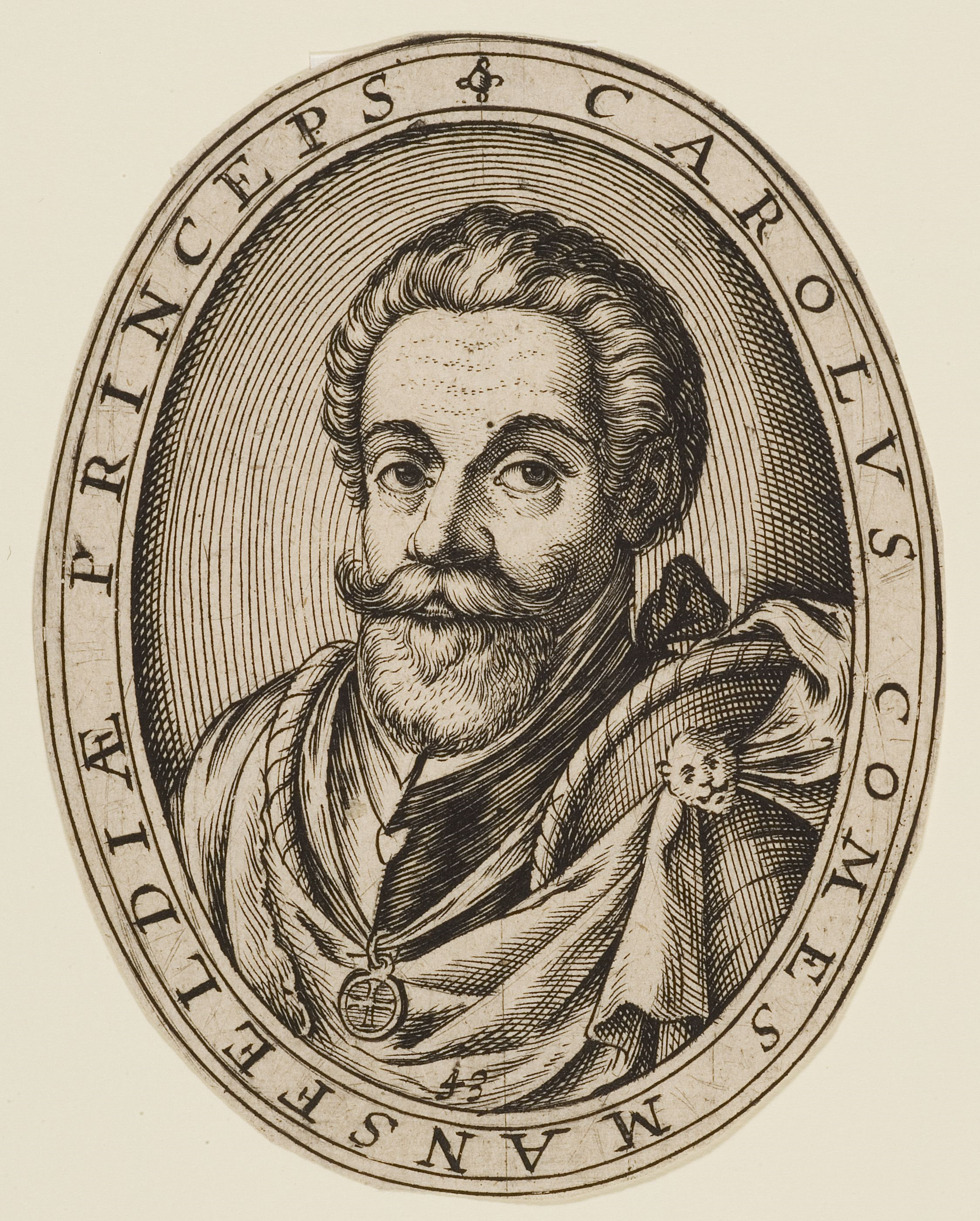
Karl II. (1543–1595)

C2. [I] Graf Karl (II.) von Mansfeld-Friedeburg, Fürst von Mansfeld seit 1594, kaiserlicher Generalleutnant, (* 1545 in Luxemburg; † ⚔ 14. August 1595 in Komorn, Ungarn; ▭ in der Kapelle des Klosters der Récollets in Luxemburg); ⚭ I: Diane de Cossé (* nach 22. Mai 1542; †? (Karl überrascht sie im Ehebruch mit dem Comte de Maure und tötet beide)), Tochter von Charles I. de Cossé, comte de Brissac (1505–1563) und Charlotte d’Esquetot (Cossé-Brissac); ⚭ II: (1591) Marie Christine von Egmond (* 1554; † 1622 in Brüssel), (⚭ I: (22. Oktober 1579) Edouard de Bournonville, Comte d’Henin-Lietard, Graf von Hoogstraeten (* 1533; † 28. Dezember 1585) Sohn von Guy de Bournonville, Seigneur de Capres, (–1544) und Anne de Ranchicourt, Dame d’Henin-Lietard (–1542); ⚭ II: (1587) Guillaume de Lalaing, Comte de Hoogstraten et de Renneburg (* März 1563; † 1590), Sohn von Comte Antoine II. de Lalaing, Comte de Hoogstraeten (–1568) und Eleonore de Montmorency, Dame de Nivelle), Tochter von Graf Lamoral I. von Egmond, Fürst von Gavre, (1522–1568) und Pfalzgräfin Sabine bei Rhein zu Simmern (1528–1578)
C3. [I] Graf Johann von Mansfeld-Friedeburg, († 1575 in Brüssel)
C4. [I] Gräfin Polyxena von Mansfeld-Friedeburg, († zw. 17. September 1591 und 20. Dezember 1602); ⚭ (entführt 1566) Palamedes de Chalon (* um 1540; † nach 1599), illegitimer Sohn von René von Châlon (1519–1544)
C5. [I] Gräfin Dorothea von Mansfeld-Friedeburg
C6. [II] Graf Octavius August Sigismund von Mansfeld-Friedeburg, (~ 18. Juni 1564 in Luxemburg; ⚔ 10. (Juni/Juli) 1591 in Geldern)
C7. [II] Gräfin Dorothea von Mansfeld-Friedeburg, († 1595 in Leeuwarden; ▭ Heiliggeist-Zitadelle in Luxemburg); ⚭ (28. Juli 1578 in Luxemburg) Don Francisco Verdugo (* 13. März 1537 in Talavera de la Reina; † 22. September 1595 in Luxemburg; ▭ Heiliggeist-Zitadelle in Luxemburg)

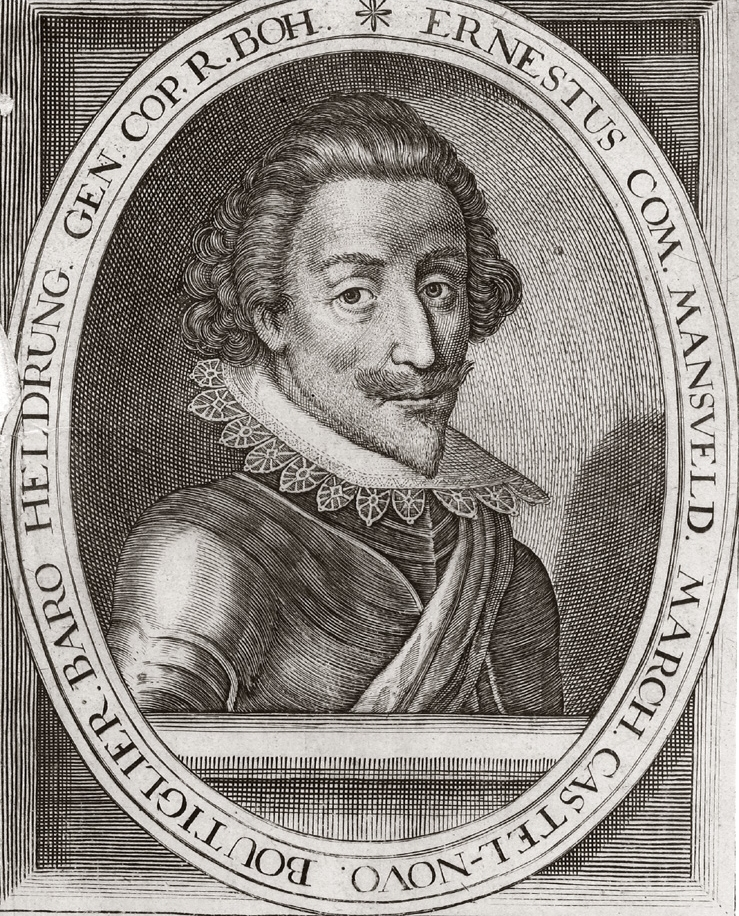
Peter Ernst II. (1543–1595)

C8. [III] Graf Peter Ernst II. (III.) von Mansfeld-Friedeburg, (* 1580 in Luxemburg; †† 29./30. November 1626 in Racovica bei Sarajewo, Bosnien; ▭ in Spalato)
→ Linie erloschen
C9. [III] Gräfin Anna von Mansfeld-Friedeburg, Herrin zu Bartringen und Strassen, († nach 1653)

Publikation des Graf Karl III. von Mansfeld-Friedeburg, Antwerpen 1649

C10. [III] Graf Karl III. von Mansfeld-Friedeburg, Herr zu Bartringen und Strassen, juristische Licentiatenwürde (29. Januar 1614), Hofkaplan des Erzherzogs Albert und der Erzherzogin Elisabeth, Canonicus von St. Gudula in Brüssel, ritterschaftliches Mitglied des königlichen Rates in Luxemburg, Dechant von St. Gudula (1637), Caplan und Ceremonienmeister der burgundischen Capelle und Vicar der Armee, (* 1590; † nach 1653 in Brüssel)
C11. [IV] Philipp (* September 1603 in Luxemburg; † nach 1623)
B17. [II] Graf Johann Albrecht von Mansfeld-Vorderort, Herr zu Arnstein (1563), am 13. September 1570 willigt er in die Sequestration der Grafschaft ein, Stifter der Arnsteinschen Linie (erloschen 1615), (* 5. Februar 1522 in Heldrungen; † 8. Juli 1586 in Eisleben; ▭ in der St. Andreas Kirche, Eisleben); ⚭ I: (29. Oktober 1552 in Arnstadt) Gräfin Magdalene von Schwarzburg-Blankenburg (* 6. September 1530; † 7. September 1565 in Arnstein; ▭ in der St. Andreas Kirche, Eisleben), Tochter von Graf Günther XL. (XXII.) von Schwarzburg-Blankenburg (1499–1552) und Gräfin Elisabeth von Isenburg-Büdingen-Kelsterbach (1500–1572); ⚭ II: (30. Januar 1570 in Kranichfeld) Gräfin Katharina von Gleichen-Blankenhain (* 21. Dezember 1548 in Nieder-Kranichfeld; † 9. Februar 1601 in Remda; ▭ ebenda), Tochter von Graf Karl III. von Gleichen-Blankenhain (1517–1599) und Gräfin Walpurgis von Henneberg (1516–1570)
C1. [I] Graf Gebhard VIII. von Mansfeld-Arnstein (* 3. Juni 1553; † 1. Februar 1601 in Arnstein; ▭ Mansfeld im Thal)
C2. [I] Graf Wilhelm (I./V.) von Mansfeld-Arnstein, markgräflich brandenburgischer Geheimer Rat und Oberhofmarschall, (* 1555; †† 21. Oktober 1615 in Ansbach); ⚭ (24. Juni 1592) Gräfin Mathilde von Nassau-Dillenburg (* 27. Dezember 1570; † 10. Mai 1625), Tochter von Graf Johann VI. von Nassau-Dillenburg (1536–1606) und Landgräfin Elisabeth von Leuchtenberg (1538–1579)
→ Linie erloschen
D1. Gräfin Sophie Dorothea von Mansfeld-Arnstein, (* 1593?; † 16./27. Januar 1617 in Ansbach; ▭ in der St.-Gumbertus-Kirche, Ansbach); ⚭ (16. Oktober 1612 in Ansbach) Graf Heinrich Wilhelm von Solms-Laubach (* 21. März 1583 in Laubach; ⚔ 21./24. März 1632 bei Schweinfurt; ▭ in der St.-Gumbertus-Kirche, Ansbach), (⚭ II: (23. April 1620 in Oettingen) Gräfin Maria Magdalena von Oettingen-Oettingen (* 28. August 1600 in Oettingen; † 29. Mai 1636 in Straßburg), Tochter von Graf Ludwig Eberhard von Oettingen-Oettingen und Gräfin Margareta von Erbach), Sohn von Graf Johann Georg I. zu Solms-Laubach (1546/1547–1600) und Margarete von Schönburg-Glauchau (1554–1606)
C3. [I] Graf Johann Günther (I.) von Mansfeld-Arnstein, Domherr zu Straßburg (1593), (* 18. Juli 1558; † 9. Februar 1602 auf Schloss Mansfeld; ▭ Mansfeld im Thal)
C4. [I] Graf Otto (II.) von Mansfeld-Arnstein, studierte 3 Jahre an der Universität Jena, wo er 1578 Rektor wurde, studierte danach 1580–1581 in Ingolstadt, 1582 in Padua und zuletzt in Bologna, (* (18./22.) Juli 1558 in Arnstein; † 26. Oktober 1599; ▭ in der Hauptkirche zu Joachimsthal)
C5. [I] Gräfin Elisabeth von Mansfeld-Arnstein (* 20. September 1559); ⚭ (25. Juni 1574) Hendrik van Reede-Brandlicht (Rhede tot Brandligt) in Bentheim (* um 1530; † um 1610), Sohn von Adriaan van Reede, Heer van Saesfeld en Brandlicht (um 1480–1541) und Lucia van Goor (um 1490–1571)
C6. [I] Gräfin Adriana von Mansfeld-Arnstein, (* 20. September 1559; † 25. September 1625 in Ilsenburg; ▭ ebenda); ⚭ (vor 24. Juni 1583) Graf Heinrich XI. zu Stolberg-Stolberg (* 29. November 1551 in Stolberg; † 16. April 1615 bei Wernigerode), Sohn von Graf Wolfgang zu Stolberg-Stolberg (1501–1552) und Gräfin Genovefa von Wied (1505–1556)
C7. [I] Gräfin Dorothea von Mansfeld-Arnstein, (* 23. März 1561; † 23. Februar 1594 in Dessau; ▭ in der Schlosskirche St. Marien, Dessau-Roßlau); ⚭ (22. Februar 1588 in Hedersleben) Fürst Johann Georg I. von Anhalt-Dessau (* 9. Mai 1567 in Harzgerode; † 24. Mai 1618 in Dessau), (⚭ II: (31. August 1595) Pfalzgräfin Dorothea bei Rhein zu Simmern (* 6. Januar 1581 in Kaiserslautern; † 18. September 1631 in Sandersleben), Tochter von Pfalzgraf Johann Kasimir bei Rhein zu Simmern, (1543–1592) und Prinzessin Elisabeth von Sachsen (1552–1590)), Sohn von Fürst Joachim Ernst von Anhalt (1536–1586) und Gräfin Agnes von Barby und Mühlingen (1540–1569)
C8. [I] Gräfin Magdalena von Mansfeld-Arnstein, († 25. (Januar/Juli) 1563; ▭ in der St. Andreas Kirche, Eisleben)
C9. [I] Gräfin Anna Sophia von Mansfeld-Arnstein, (* 18. August 1564; † 18. Juli 1621; ▭ in Crailsheim); ⚭ (17. Februar 1599 in Ansbach) Freiherr Johann Albrecht von Wolfstein (* 3. November 1574; † 27. Mai 1620 in Crailsheim; ▭ ebenda), Sohn von Freiherr Johann Andreas von Wolfstein, Herr von Sulzbürg, (1541–1585) und Freiin Johanna Magdalena von Degenberg (–1597)
C10. [I] Gräfin Anna Susanna von Mansfeld-Arnstein, (* 1565; † nach 1612); ⚭ Graf Ferdinand Schlick zu Passaun (Bassano) und Weißkirchen (Holíč) († Mai 1618), Sohn von Graf Joachim Schlick zu Passaun und Weisskirchen (1525–1572) und Gräfin Lukretia von Salm-Neuburg (1526–1585)
C11. [I] Graf von Mansfeld-Arnstein, (†*)

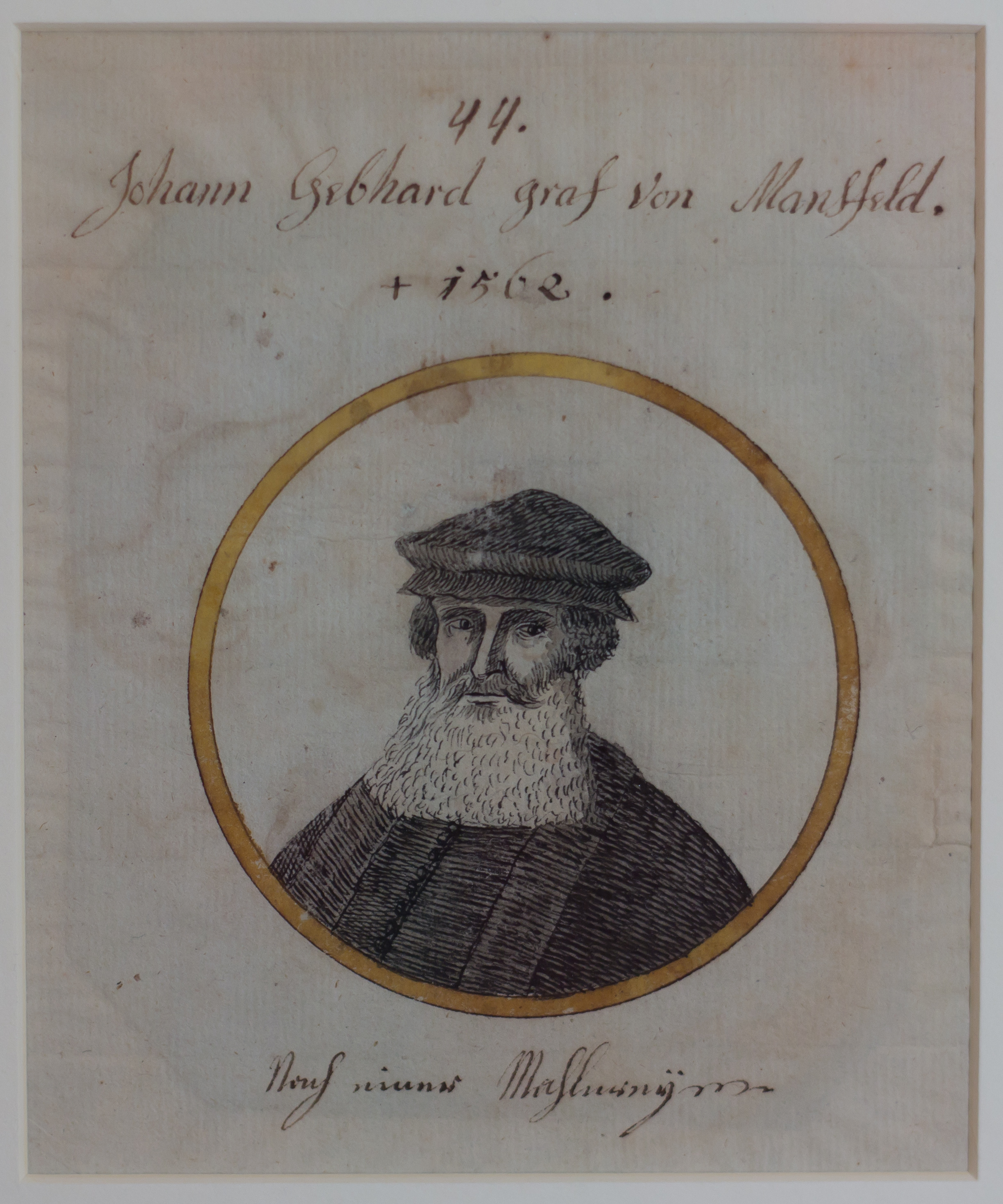
Gebhard (1524–1562)

B18. [II] Graf Johann Gebhard (I.) von Mansfeld-Vorderort, Propst von St. Kunibert (Köln) und St. Servatius, Domherr von Köln (1538–1558), Propst von St. Georg (Köln) und Afterdechant zu Köln (1548–1558), Domherr zu Straßburg (1549), Canonicus von St. Gereon (1549–1559), Erzbischof und Kurfürst von Köln (1558–1562), (* 1524; † 2. November 1562 in Brühl; ▭ im Chor des Kölner Dom)
C1. [illegitim von der Kölnerin Katharina Jabach] Sibilla von Mansfeld († 1616 (nach 2. Januar)) ⚭ I: (vor 1584) Eduard (Egbert) von Bocholtz zu Wolfsbusch (Lobberich) († nach 1590), Sohn von Joachim von Bocholtz (–1584) und Margaretha von Pollart (–1584); ⚭ II: (vor 2. Februar 1597) Johann (Jan) Eggenoy († um 1616)
B19. [II] Gräfin Dorothea von Mansfeld-Vorderort († 23. April 1550); ⚭ (25. November 1547) Georg II., Herr von Schönburg-Glauchau (* 1529; † 13. September 1585), (⚭ II: (12. Februar 1551 in Glauchau) Dorothea Reuß zu Greiz (* 1523; † 21. August 1572 in Glauchau; ▭ ebenda), Tochter von Heinrich XIII. „der Stille“ Reuß, Herr zu Greiz (1464–1535) und Gräfin Amalie von Mansfeld-Vorderort (1506–1557); ⚭ III: Katharina Agathe von Putbus (* 1549; † 20. April 1608), Tochter von Georg I. von Putbus (–1553) und Gräfin Katharina von Hohnstein (–1567)), Sohn von Ernst III., Herr von Schönburg-Waldenburg (1486–1534) und Burggräfin Amabilia von Leisnig (1508–1569)
B20. [II] Graf Johann Ulrich von Mansfeld-Vorderort, († im fünften Jahr)
B21. [II] Graf Johann Hoyer (II.) von Mansfeld-Vorderort, Herr zu Artern (1563), am 13. September 1570 willigt er in die Sequestration der Grafschaft ein, unterzeichnete die Konkordienformel von 1577 und das Konkordienbuch von 1580, Stifter der Arternschen Linie (erloschen 1631), (* 1525; † 26. März 1585 oder 14. Mai 1586 in Artern; ▭ ebenda); ⚭ (16. Februar 1556 auf Schloss Mansfeld) Gräfin Martha von Mansfeld-Hinterort (* (1536); † 17. April 1585), Tochter von Graf Albrecht IV. (VII.) von Mansfeld-Hinterort (1480–1560) und Gräfin Anna von Honstein-Klettenberg (1490–1559)
C1. Graf Johann Georg (IV.) von Mansfeld-Artern, (* 6. Juni 1557; † 5. September 1615 in Artern)
C2. Graf Volrad IV. (VI.) von Mansfeld-Artern, (* 12. August 1558; † 25. August 1627 in Artern)
C3. Graf Philipp Ernst von Mansfeld-Artern, kursächsischer Hauptmann zu Leipzig und Eilenburg, (* 11. Mai 1560; †† 15. September 1631 in Torgau; ▭ (16. Juli 1632) in der Bergkirche, Eilenburg); ⚭ (20. Juli 1613 in Eilenburg) Eva Reuß zu Untergreiz (* 31. Mai 1593 in Greiz; † 4. Juli 1636 in Artern; ▭ in der Bergkirche, Eilenburg), Tochter von Heinrich V. Reuß, Herr zu Untergreiz (1549–1604) und Marie von Schönburg-Waldenburg (1565–1628)
→ Linie erloschen
C4. Graf Albrecht Wolfgang von Mansfeld-Artern, (* 1562; † 3. August 1626 in Artern, an der Pest)
C5. Gräfin Dorothea von Mansfeld-Artern, (* und † 1564)
C6. Gräfin Sara von Mansfeld-Artern, (* 1566; † 20. Oktober 1637)
C7. Graf Johann Ulrich (II.) von Mansfeld-Artern, Rittmeister, (* 1567; ⚔ 1602 vor Ofen, Ungarn; ▭ Iglau, Mähren)
C8. Graf Adolf von Mansfeld-Artern, (* 6. Oktober 1569; † 20. Dezember 1609; ▭ 23. Januar 1610 in der Pfarrkirche, Artern)
C9. Graf Karl Paul von Mansfeld-Artern, (* 1574)
B22. [II] Graf Johann Ernst I. von Mansfeld-Vorderort, Herr zu Heldrungen (1563), Stifter der Heldrungenschen Linie (erloschen 1572), (* 1530; †† 29. September 1572 auf Schloss Mansfeld; ▭ Mansfeld im Thal); ⚭ (30. September 1555 auf Schloss Mansfeld) Gräfin Sara von Mansfeld-Hinterort (* (1537); † 9. Mai 1577 auf Schloss Mansfeld; ▭ Mansfeld im Thal), Tochter von Graf Albrecht IV. (VII.) von Mansfeld-Hinterort (1480–1560) und Gräfin Anna von Honstein-Klettenberg (1490–1559)
→ Linie erloschen
C1. Gräfin Anna Dorothea von Mansfeld-Heldrungen; ⚭ Freiherr Johann VI. von Büren zu Volbrexen († 24. März 1592), (⚭ I: Gräfin Ermengard von Hoya (* 1537; † vor 1575), Tochter von Graf Jobst II. von Hoya (1493–1545) und Gräfin Anna Magdalena von Gleichen-Blankenhain (–1545)), Sohn von Meinholph von Büren (–) und Anna von der Malsburg (–)
C2. Graf Reinhard von Mansfeld-Heldrungen (* 1562; † 27. Mai 1569; ▭ Mansfeld im Thal)
C3. Gräfin Barbara von Mansfeld-Heldrungen (* 1572; † 1584, an den Pocken)
A6. Graf Hoyer III. (VI.) von Mansfeld-Vorderort, folgt 1484 seinem Vater, kauft Burg Lauenstein (1503) (Verkauf 1506), Ausbau von Schloss Mansfeld um Schloss Vorderort (1509–1518), Geheimer Rat unter Kaiser Maximilian I. (1512) und Kaiser Karl V. (1520), Ritter des Ordens vom Goldenen Vlies (1516), Dank seiner Dienste für das katholische Kaiserhaus wurde den Grafen von Mansfeld der freie Kupferhandel durch das gesamte Reich testiert (1538); (* 11. Februar 1482; † 9. Januar 1540 auf Schloss Mansfeld; ▭ in der St. Andreas Kirche, Eisleben)

## Die Grafen von Mansfeld mittelortischer Linie
Graf Gebhard VII. von Mansfeld-Hinterort, Herr zu Schloss Mansfeld-Mittelort an der Kirche; erhält bei der Erbteilung 1501 Seeburg, Mittelamt Mansfeld und Schlossamt Schraplau, lässt 1515–1518 Schloss Seeburg ausbauen, unterzeichnet 1530 die Confessio Augustana, Magdeburger Rat (1531), Stifter der Mittelortischen Linie (erloschen 1602), (* 1483; † 13. September 1558 auf Schloss Mansfeld; ▭ in der Schlosskirche Seeburg); ⚭ (1509) Gräfin Margarethe von Gleichen-Blankenhain († 1. August 1567; ▭ in der Schlosskirche Seeburg), Tochter von Graf Karl I. von Gleichen-Blankenhain (1460–1495) und Gräfin Felicitas von Beichlingen (1468–1500); Sie hatten folgende Nachkommen:
A1. Gräfin Magdalena von Mansfeld-Mittelort (* 1509/1510; † 22. Januar 1540 in Brake); ⚭ (zw. 18. März 1523 und 16. März 1524 in Detmold) Graf Simon V. zur Lippe (* vor 26. Februar 1471; † 17. September 1536), (⚭ I: Walpurgis von Bronckhorst († 21. Dezember 1522), Tochter von Ritter Gijsbert VII., Herr von Bronckhorst und Borculo (1458–1489), (1444–1489) und Elisabeth von Egmond (1455–1539)), Sohn von Bernhard VII. zur Lippe (1428–1511) und Anna von Holstein (1435–1495)
A2. Graf Jobst (I.) von Mansfeld-Mittelort, unterzeichnet 1530 die Confessio Augustana, († 1536 in kaiserl. Kriegsdiensten in Aosta oder Asti; ▭ ebenda)
A3. Gräfin Agnes von Mansfeld-Mittelort (* 5. März 1511 in Seeburg; † 12. Dezember 1558; ▭ in der St. Johanniskirche, Barby); ⚭ (22./23. Januar 1526 in Seeburg) Graf Wolfgang I. von Barby (* um 1494/1502; † 24. Januar (1564/1565); ▭ in der St. Johanniskirche, Barby), Sohn von Graf Burchard VII. von Barby und Mühlingen (1441–1505) und Herzogin Magdalena von Mecklenburg-Stargard (1460–1532)
A4. Graf Christoph II. von Mansfeld-Mittelort, nimmt seinen Wohnsitz auf Burg Schraplau und lässt sie ab 1574 ausbauen, weshalb die Mittelortische Linie auch als Schraplauische Linie bezeichnet wird; zum Abbau seiner Schulden verkauft er 1574 Schloss Seeburg an den aus Mecklenburg stammenden Kuno Hahn für 115.250 Taler, unterzeichnete die Konkordienformel von 1577 und das Konkordienbuch von 1580 (* 11. September 1520; † 29. August 1591 in Dresden); ⚭ (1549) Gräfin Amalie von Schwarzburg-Blankenburg (* 23. März 1528; † nach 9. Mai 1589), Tochter von Graf Heinrich XXXII. von Schwarzburg-Blankenburg-Rudolstadt (1499–1538) und Gräfin Katharina von Henneberg-Schleusingen (1506/1509–1567)
B1. Graf Johann (Hans) Albrecht von Mansfeld-Mittelort († jung)
B2. Graf Hans (II.) von Mansfeld-Mittelort (* und † 1551)
B3. Graf Wolf (II.) von Mansfeld-Mittelort (* und † 1552)
B4. Graf Albrecht (X.) von Mansfeld-Mittelort (* und † 1553)
B5. Graf Wilhelm (II.) von Mansfeld-Mittelort (* 1554; † 1601)
B6. Graf Heinrich II. von Mansfeld-Mittelort (* 1554; †† 5. April 1602 in Schraplau)
→ Linie erloschen
B7. Gräfin Margareta von Mansfeld-Mittelort (* 1556; † 7. November 1566, an der Pest; ▭ in Klostermansfeld)
B8. Graf Ernst (V.) von Mansfeld-Mittelort (* April 1558; † 30. September 1572; ▭ in Klostermansfeld)
B9. Gräfin Maria von Mansfeld-Mittelort (* und † 1558)
B10. Graf Gebhard (IX.) von Mansfeld-Mittelort (*† 20./29. August 1559)
B11. Gräfin Katharina von Mansfeld-Mittelort (* 1562; † 17. Dezember 1625 in Schraplau)
B12. Gräfin Anna von Mansfeld-Mittelort (* 1563; † 21. Dezember 1636 in Dürrenberg; ▭ 22. Februar 1638 in der Bergkirche, Schleiz); ⚭ (7. November 1601 in Burgk) Heinrich II. „der Lange“ Reuß von Plauen, Herr zu Burgk (1596–1608), (* 12. Dezember 1543 in Greiz; † 24. Mai 1608 in Burgk; ▭ 16. Juni 1608 in der Bergkirche, Schleiz); (⚭ I: (21. September 1573 in Oettingen) Gräfin Judith von Oettingen-Oettingen (* 3. Oktober 1544/48 in Oettingen; † 4. November 1600 in Burgk; ▭ in der Bergkirche, Schleiz); Tochter von Graf Ludwig XVI. von Oettingen-Oettingen (1508–1569) und Gräfin Margarethe von Lützelstein (1523–1560)), Sohn von Heinrich I. „der Ältere“ Reuß, Herr zu Untergreiz, Stifter von Reuß ältere Linie, (1506–1572) und Barbara von Metsch a. d. H. Schönfeld (1507–1580)
B13. Graf Gotthelf Wilhelm von Mansfeld-Mittelort († 20. März 1564)
B14. Graf Gebhard von Mansfeld-Mittelort (* 1566; † 15. August 1569; ▭ in Klostermansfeld)
B15. Gräfin Agnes Sibylla von Mansfeld-Mittelort, Erbin von Schraplau, (* 20. November 1567 in Mansfeld; † 24. August 1613 in Schraplau; ▭ ebenda); ⚭ (1602) Graf David von Mansfeld-Hinterort (* 12. Juli 1573; † 26. März 1628 in Schraplau), (⚭ II: (9. Oktober 1614 in Schleiz) Juliane Marie Reuß zu Gera (* 1. Februar 1598 in Gera; † 4. Januar 1650 ebenda; ▭ 30. April 1650 ebenda), Tochter von Heinrich II. „Posthumus“ Reuß, Herr zu Gera (1572–1635) und Gräfin Magdalene von Schwarzburg-Rudolstadt (1580–1652)), Sohn von Graf Volrad III. (V.) von Mansfeld zu Hinterort (1520–1578) und Barbara Reuß zu Greiz (1528–1580)
A5. Graf Albrecht (VIII.) von Mansfeld-Mittelort († jung)
A6. Graf Georg (II.) von Mansfeld-Mittelort († 12. Juli 1546 in Seeburg)
A7. Gräfin Margareta von Mansfeld-Mittelort († 27. April 1573 auf Schloss Mansfeld; ▭ in Klostermansfeld); ⚭ (vor 5. Mai 1551 in Rudolstadt) Graf Reinhard von Isenburg und Büdingen in Offenbach, Sprendlingen und Dreieich (* 1518; † 28. Februar 1568 in Offenbach; ▭ ebenda), (⚭ I: (1542) Gräfin Elisabeth von Waldeck-Wildungen (* 10. Dezember 1525; † 30. März 1543), Tochter von Graf Philipp IV. von Waldeck-Wildungen (1493–1574) und Gräfin Margarete von Ostfriesland (1500–1537)), Sohn von Graf Johann V. von Isenburg (Ysenburg) und Büdingen, in Büdingen, Dreieich und Birstein (1476–1533) und Gräfin Anna von Schwarzburg-Blankenburg (1497–1546/1554)
A8. Gräfin Anna von Mansfeld-Mittelort; ⚭ Moritz Schlick Graf zu Passaun (Bassano) und Weißkirchen (Holíč) (* 1. April 1524; † 9. (November/Dezember) 1578), (⚭ II: Bertha von Limpurg), Sohn von Stephan Schlick Graf zu Passaun und Weißkirchen (1487–1526) und Margarethe Pflugk von Rabenstein (–1526)
A9. Gräfin Dorothea von Mansfeld-Mittelort († 1560; ▭ in Frauenprießnitz); ⚭ I: (9. Mai 1535) Hans Schenk von Tautenburg († nach 16. August 1551), Sohn von Georg Schenk von Tautenburg (–1551) und Anna von Schleinitz; ⚭ II: Graf Wolfgang Siegmund von Gleichen-Blankenhain († 28. September 1554), Sohn von Graf Ludwig II. von Gleichen-Blankenhain in Nieder-Kranichfeld (1486–1522) und Magdalena Reuß von Plauen (–1521); ⚭ III: (April 1559) Burggraf Siegmund II. von Kirchberg († 31. Oktober 1570), (⚭ II: Gräfin Sibylle von Isenburg-Büdingen-Kelsterbach (* 1. Juni 1540; † 21. Mai 1608 in Farnroda), Tochter von Graf Anton von Isenburg-Kelsterbach (1526–1560) und Gräfin Elisabeth von Wied (1505–1542)), Sohn von Burggraf Siegmund I. von Kirchberg zu Farnroda (1501–1567) und Ludmilla Schenk von Tautenburg († 1560/1561)

## Die Grafen von Mansfeld hinterortischer Linie

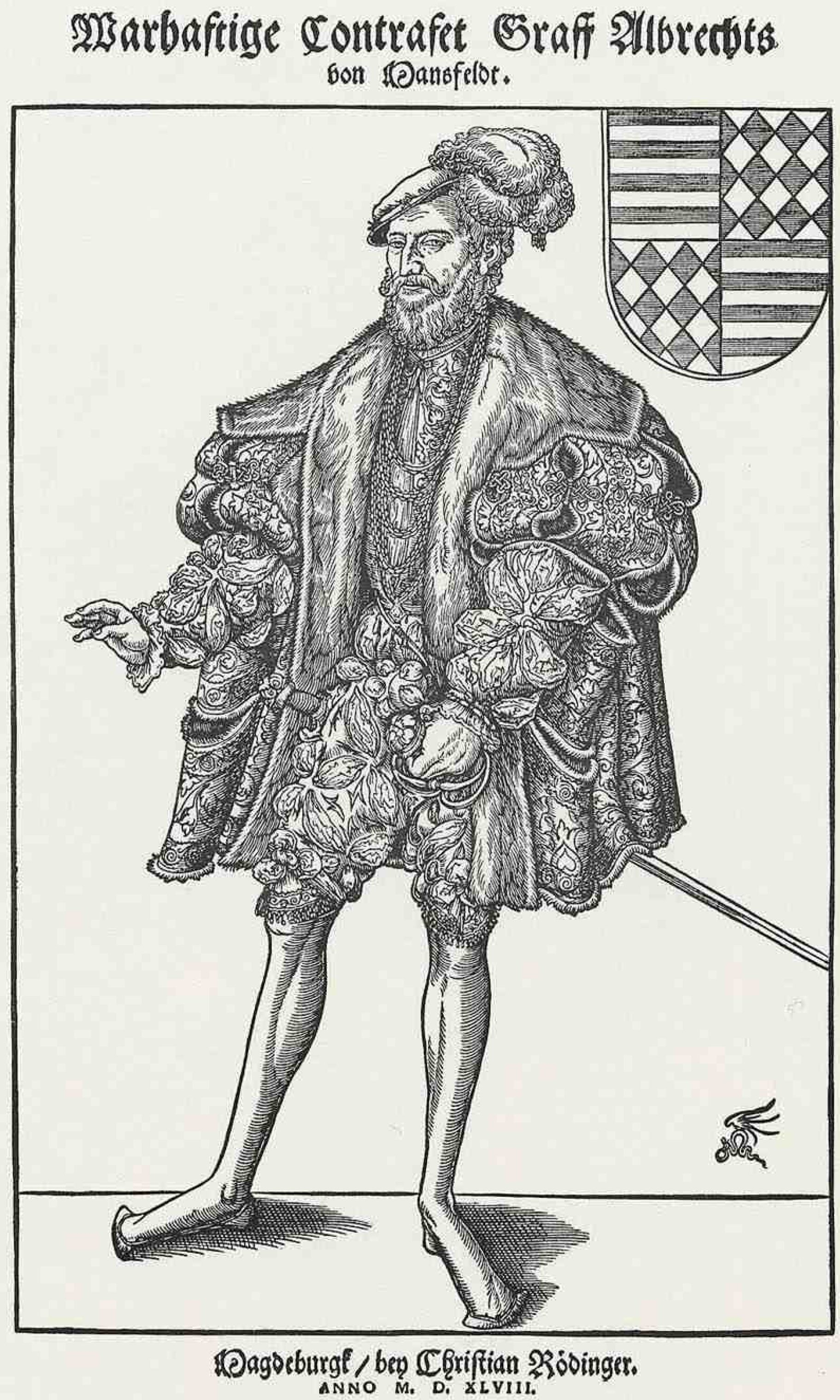
Albrecht VII. (1548)

Graf Ernst I. von Mansfeld, urkundlich 1455, Graf (1477), Stifter der Hinterortischen Linie (erloschen 1666), († zw. 16. Januar 1485 und 26. Juli 1486); ⚭ (28. Januar 1481 in Eisleben; Dispens (3. und 4.°) 9. Dezember 1480) Gräfin Margareta von Mansfeld (* um 1458; † 20. Februar 1531 in Wildenfels), (⚭ II: (vor 1493) Heinrich XXIV. (XXII.) „der Jüngere“, Herr von Weida, Herr zu Wildenfels (um 1480–1531), urkundlich 23. Januar 1480, (* um 1470; †† 5. März 1531 in Wildenfels), Sohn von Heinrich XXI. (XIX.), Herr von Weida, Herr zu Wildenfels (–1465/1512) und Schenkin Agnes zu Landsberg (–1488/1512)), Tochter von Graf Gebhard VI. von Mansfeld (um 1429–1492) und Adelheid von Oldenburg (1425–1492); Sie hatten folgende Nachkommen:
A1. Graf Albrecht (VI.) von Mansfeld-Hinterort (* 1482; † 21. Januar 1485)
A2. Graf Gebhard VII. von Mansfeld-Hinterort, Herr zu Schloss Mansfeld-Mittelort an der Kirche; erhält bei der Erbteilung 1501 Seeburg, Mittelamt Mansfeld und Schlossamt Schraplau, lässt 1515–1518 Schloss Seeburg ausbauen, unterzeichnet 1530 die Confessio Augustana, Magdeburger Rat (1531), Stifter der Mittelortischen Linie (erloschen 1602), (* 1483; † 13. September 1558 auf Schloss Mansfeld; ▭ in der Schlosskirche Seeburg); ⚭ (1509/1510) Gräfin Margarethe von Gleichen-Blankenhain († 1. August 1567; ▭ in der Schlosskirche Seeburg), Tochter von Graf Karl I. von Gleichen-Blankenhain (1460–1495) und Gräfin Felicitas von Beichlingen (1468–1500); Nachkommen siehe hier
A3. Graf Albrecht IV. (VII.) von Mansfeld-Hinterort, Herr zu Schloss Mansfeld (1501)– Hinterort (seit 1511); erhält bei der Erbteilung 1501 Oberamt Eisleben, Unteramt Schraplau, Unteramt Mansfeld und Rammelburg, Herr zu Allstedt (1525), Herr zu Rothenburg (1527), Herr zu Amt Sittichenbach (1537), unterzeichnet 1530 die Confessio Augustana, 6. Mai 1547 verhängt Kaiser Karl V. über ihn die Reichsacht, (* 18. Juni 1480 in Leipzig; † 4. März 1560 in Neue Hütte in Leutenberg; ▭ 16. März 1560 in der Stadtkirche Mansfeld im Thal); ⚭ Gräfin Anna von Honstein-Klettenberg (* 1490; † 6. Februar 1559 in Leutenberg; ▭ in der Stadtkirche Mansfeld im Thal), Tochter von Graf Ernst IV. von Honstein zu Lohra und Klettenberg (1440–1508) und Felicitas von Beichlingen (1468–1500)
B1. Graf Kaspar (I.) von Mansfeld-Hinterort (⚔ 26. Oktober 1542 in Ungarn); ⚭ (28. August 1539 in Siegen) Gräfin Agnes zu Wied (* nach 1505; † 24. März 1588 in Sonnewalde; ▭ ebenda), (⚭ II: (11. Juli 1545 in Dierdorf) Graf Friedrich Magnus I. zu Solms-Laubach (* 1. Oktober 1521; † 13. Januar 1561 in Laubach; ▭ in der Kirche zu Laubach), Sohn von Graf Otto I. von Solms-Laubach (1496–1522) und Prinzessin Anna von Mecklenburg (1485–1525)), Tochter von Graf Johann III. von Wied (1485–1533) und Gräfin Elisabeth von Nassau-Dillenburg (1488–1559)
C1. Gräfin Anna von Mansfeld-Hinterort († 25. Juli 1583); ⚭ (nach 24. Juni 1564) Graf Ludwig von Eberstein-Naugard (* 1527; † 25. März 1590), Sohn von Graf Georg von Everstein (1481–1553) und Walpurga Schlick Gräfin zu Passaun und Weißkirchen (1500–1575)
B2. Gräfin Anna von Mansfeld-Hinterort (* (1520); † 26. Dezember 1537 in Weilburg; ▭ ebenda); ⚭ (nach 23. September 1536) Graf Philipp III. von Nassau-Weilburg (* 20. September 1504 in Schloss Neuweilnau; † 4. Oktober 1559 in Weilburg; ▭ ebenda), (⚭ I: (1523) Gräfin Elisabeth von Sayn-Hachenburg (* vor 1513; † 5. Februar 1531), Tochter von Graf Gerhard III. von Sayn (1454–1506) und Gräfin Johanna von Wied (1480–1529); ⚭ III: (17. August 1541) Gräfin Amalia von Isenburg und Büdingen (* 23. Juni 1522; † 18. Mai 1579 in Offenbach), Tochter von Graf Johann V. zu Isenburg-Birstein (1476–1533) und Gräfin Anna von Schwarzburg-Blankenburg (1497–1546)), Sohn von Graf Ludwig I. von Nassau-Weilburg (1466–1523) und Gräfin Maria von Nassau-Wiesbaden (1487–1548)
B3. Gräfin Katharina von Mansfeld-Hinterort (* (1520/1521); † 26. Mai 1582; ▭ in der St. Andreas Kirche, Eisleben); ⚭ (1541) Graf Johann Georg I. von Mansfeld-Vorderort, Herr zu Eisleben (1563), Stifter der Eislebischen Linie, (* 1515; † 14. August 1579 in Dresden), Sohn von Graf Ernst II. von Mansfeld-Vorderort (1479–1531) und Gräfin Dorothea zu Solms-Lich (1493–1578)
B4. Graf Wolf (I.) von Mansfeld-Hinterort († Herbst 1546 in Stuttgart)
B5. Gräfin Agnes von Mansfeld-Hinterort
B6. Graf Albrecht (IX.) von Mansfeld-Hinterort († jung)
B7. Gräfin Sibylla von Mansfeld-Hinterort († 10 Jahre jung)
B8. Graf Volrad III. (V.) von Mansfeld-Hinterort (* 11. März 1520; † 30. Dezember 1578 in Petersthal bei Straßburg); ⚭ (22. November 1556 auf Schloss Mansfeld) Barbara Reuß zu Greiz (* 1528 in Plauen; † 1580 in Greiz), Tochter von Heinrich XIII. „der Stille“ Reuß von Plauen, Herr zu Greiz (1464–1535) und Gräfin Amalie von Mansfeld-Vorderort (1506–1557)
C1. Graf (Johann) Kaspar (II.) von Mansfeld-Hinterort (* um 1560; † 1586); ⚭ Sophie Schenkin von Tautenburg
C2. Graf Johann Ernst (II.) von Mansfeld-Hinterort († 5. September 1572 auf Schloss Mansfeld; ▭ Mansfeld im Thal)
C3. Gräfin Rebekka Salome von Mansfeld-Hinterort († jung; ▭ Mansfeld im Thal)
C4. Gräfin Sara von Mansfeld-Hinterort (* 1563; † 18. Dezember 1591 auf Schloss Hohnstein; ▭ in Stolberg); ⚭ (11. Oktober 1589 in Quedlinburg) Graf Ludwig Georg zu Stolberg-Ortenberg (* 8. Oktober 1562; † 7. November 1618 in Ortenberg), Sohn von Graf Heinrich zu Stolberg-Wernigerode (1509–1572) und Gräfin Elisabeth von Gleichen-Rembda (–1578)
C5. Graf Gottfried von Mansfeld-Hinterort († 5. Oktober 1568; ▭ Mansfeld im Thal)
C6. Graf Friedrich III. von Mansfeld-Hinterort (⚔ 7. Dezember 1592 bei Belzheim)
C7. Graf Albrecht (XI.) von Mansfeld-Hinterort († jung)
C8. Graf David von Mansfeld-Hinterort, Domherr zu Straßburg (1593), (* 12. Juli 1573; † 26. März 1628 in Schraplau); ⚭ I: (1602) Gräfin Agnes Sibylla von Mansfeld-Mittelort, Erbin von Schraplau, (* 20. November 1567 in Mansfeld; † 24. August 1613 in Schraplau; ▭ ebenda), Tochter von Graf Christoph II. von Mansfeld-Mittelort (1520–1591) und Gräfin Amalie von Schwarzburg-Blankenburg (1528–1589); ⚭ II: (9. Oktober 1614 in Schleiz) Juliane Marie Reuß zu Gera (* 1. Februar 1598 in Gera; † 4. Januar 1650 ebenda; ▭ 30. April 1650 ebenda), Tochter von Heinrich II. „Posthumus“ Reuß, Herr zu Gera (1572–1635) und Gräfin Magdalene von Schwarzburg-Rudolstadt (1580–1652)
D1. [II] Gräfin Barbara Magdalena von Mansfeld-Hinterort, Erbin von Schraplau, verkauft 1683 Oberamt Schraplau an die Herren von Hake, (* 12. Januar 1618; † 25. Dezember 1696 in Holzzelle; ▭ in der St. Andreas Kirche, Eisleben); ⚭ I: (1. November 1637 in Arnstein) Graf Johann Georg II. von Mansfeld-Eisleben (* 10. Mai 1593; † 19. Februar 1647), Sohn von Graf Jobst (II.) von Mansfeld-Eisleben (1558–1619) und Anna von Könitz (–1637); ⚭ II: (4. Februar 1655 in Schraplau) Johann Anton Herr von Werthern zu Brücken († 1667); ⚭ III: (1680) Freiherr Georg Andreas Schwab von Lichtenberg; ⚭ IV: (August 1696) Graf Georg Albert von Mansfeld-Vorderort (* 4. Mai 1642; † 26. Dezember 1696 in Holzzelle; ▭ in der St. Andreas Kirche, Eisleben), Sohn von Graf Philipp III. (V.) von Mansfeld-Vorderort (1589–1657) und Klara (–1648)
D2. [II] Graf Volrad Heinrich von Mansfeld-Hinterort (* 1621; † 1622)
B9. Gräfin Esther von Mansfeld-Hinterort (* 1531; † 26. Juli 1598; ▭ in der Kirche St. Nicolai, Eisleben)
B10. Graf (Hans) Johann I. von Mansfeld-Hinterort, erhält bei der Erbteilung 1561 Rothenburg; nach Plünderung des Städtchens Cönnern: († 3. März 1567 auf der Moritzburg, Halle, in Gefangenschaft; ▭ in der St. Andreas Kirche, Eisleben); ⚭ I: (8. Juli 1554) Prinzessin Dorothea von Pommern-Stettin (* 7. Februar 1528; † 4. Juni 1558 in Rothenburg; ▭ in der St. Annenkirche, Eisleben), Tochter von Herzog Barnim IX. (XI.) von Pommern-Stettin (1501–1573) und Prinzessin Anna von Braunschweig-Lüneburg (1502–1568); ⚭ II: (14. August 1559 in der Schlosskirche, Celle) Prinzessin Margarete von Braunschweig-Lüneburg (* 12. Juli 1534; † 24. September 1596 in Marburg; ▭ 29. September 1596 in der Elisabethkirche, Marburg), Tochter von Herzog Ernst I. von Braunschweig-Lüneburg-Celle (1497–1546) und Prinzessin Sophie von Mecklenburg-Schwerin (1508–1541)
C1. [I] Gräfin Anna von Mansfeld-Hinterort (* 1555; † 30. Juli 1575, an der Pest); ⚭ (1. Juli 1575 in Schleiz) Graf Wolfgang II. von Barby und Mühlingen (* 21. Dezember 1531; † 23. März 1615 in Barby; ▭ ebenda), (⚭ I: (19. Juli 1570 in Bernburg) Prinzessin Elisabeth von Anhalt (* 15. Oktober 1545 in Dessau; † 26. September 1574 in Barby; ▭ ebenda), Tochter von Fürst Johann II. von Anhalt-Zerbst (1504–1551) und Prinzessin Margareta von Brandenburg (1511–1577), ⚭ III: (9. Februar 1577) Prinzessin Maria Jakobäa von Baden-Durlach (* Oktober 1514; † 1592), Tochter von Markgraf Ernst I. von Baden-Durlach (1482–1553) und Prinzessin Elisabeth von Brandenburg-Ansbach (1494–1518), ⚭ IV: (25. März 1593) Elisabeth von Kummerstedt, Kammerdame von Maria Jakobäa von Baden-Durlach, († nach 21. Juni 1621), Tochter von Niclas von Kummerstedt zu Steinhof, gräflich Barbischer Hofmeister zu Drebsen, (–) und Elisabeth von Krakow zu Liebenow (–)), Sohn von Graf Wolfgang I. von Barby (1494/1502–1564/1565) und Gräfin Agnes von Mansfeld-Mittelort (1511–1558)
C2. [I] Graf Albrecht (XII.) von Mansfeld-Hinterort (* 1557; † 6. Februar 1566 in Roßleben; ▭ 12. Februar 1566 in der St. Annenkirche, Eisleben)
C3. [II] Graf Johann (Hans) Georg von Mansfeld-Hinterort († 14. September 1560; ▭ in der St. Annenkirche, Eisleben)
C4. [II] Graf Ernst III. (IV./VI.) von Mansfeld-Hinterort, Graf und Herr zu Mansfeld, Edler Herr zu Heldrungen, Seeburg und Schraplau, Herr der Grafschaft Hesenpütlingen (Püttlingen i. Lothr.), erlangte 1581 zwei Kanonikate in Köln und Straßburg, Kaiserlicher Geheimer Rat 1586, (* 28. Juli 1561 in Rothenburg (Saale); † 7. April 1609 in Hergisdorf; ▭ 5. Juli 1609 in der St. Annenkirche, Eisleben); ⚭ I: (12. Februar 1589) Wild- und Rheingräfin Juliane von Salm-Kyrburg-Püttlingen (* September 1551; † 21. Januar 1607 in Püttlingen; ▭ in Eisleben), Tochter von Wild- und Rheingraf Thomas von Salm-Kyrburg-Püttlingen (1529–1553) und Gräfin Juliana von Hanau-Münzenberg (1529–1595); ⚭ II: (22. September 1608) Freiin Anna Sibylla von Wartenberg (* nach 1576), Tochter von Freiherr Carl von Wartenberg zu Groß Rohosetz und Gut Skal (1553–1612) und Gräfin Katharina von Mansfeld-Eisleben (1555–1634)
D1. [I] Graf Johann Thomas von Mansfeld-Hinterort (* 24. Januar 1590 in Eisleben; † 5. Februar 1590 ebenda; ▭ in der Neustädter Kirche)
D2. [I] Gräfin Anna Juliana von Mansfeld-Hinterort, Erbin von Püttlingen, testiert 8. September 1626, (* 5. April 1591 in Hesenpütlingen); ⚭ (3. Juli 1609) Wild- und Rheingraf Johann zu Dhaun-Grumbach und Rheingrafenstein (* 1582; † 19. Januar 1630), Sohn von Wild- und Rheingraf Johann Christoph (1555–1585) und Gräfin Dorothea von Mansfeld-Eisleben (1549–1581/1626)
D3. [I] Gräfin Margareta von Mansfeld-Hinterort (* August 1592; † 1638); ⚭ (21. Oktober 1609) Wild- und Rheingraf Johann Georg zu Salm-Neufville (* 1580 in Fénétrange, Lothringen; † 13. September 1650), (⚭ II: (17. November 1644) Gräfin Anna Maria von Criechingen (* 7. April 1614; † 7. November 1676 in Edingen), Tochter von Graf Peter Ernst II. von Criechingen (1575–1633) und Gräfin Anna Sibylle von Nassau-Weilburg (1575–1630)), Sohn von Wild- und Rheingraf Friedrich I. zu Salm-Neufville (1547–1608) und Gräfin Franziska zu Salm(-Ardennen) (1545–1587)
D4. [I] Gräfin Johanna Maria von Mansfeld-Hinterort (* 17. September 1595 in Straßburg; † 13. November 1595 ebenda; ▭ ebenda)
D5. [II] Gräfin Anna Sibylla von Mansfeld-Hinterort (* 1609; † 20. Mai 1636)
C5. [II] Gräfin Anna Sophie von Mansfeld-Hinterort (* 13. Dezember 1562 in Eisleben; † 7. April 1601 in Hohensolms; ▭ in der Kirche zu Butzbach); ⚭ (19. März 1589 auf Burg Breitungen) Graf Hermann Adolf zu Solms-Hohensolms (* 28. September 1545 in Lich; † 19. Januar 1613 in Butzbach; ▭ in der Kirche zu Butzbach), Sohn von Graf Reinhard I. zu Solms-Hohensolms-Lich (1491–1562) und Gräfin Maria von Sayn (1506–1586)
C6. [II] Graf Friedrich Christoph von Mansfeld-Hinterort, studierte an der Universität Jena (1575), (* 4. Februar 1564; † 6. April 1631 in Hedersleben; ▭ in der St. Annenkirche, Eisleben); ⚭ Gräfin Agnes von Everstein-Massow (* 1584; † 1626), Tochter von Graf Wolfgang von Everstein-Massow (1538–1592) und Gräfin Anna zur Lippe (1551–1614)
D1. Graf Ernst Ludwig von Mansfeld-Hinterort, schwedischer Oberst, (* 16. Juni 1605; † 9. April 1632 in Eisleben; ▭ in der St. Annenkirche, Eisleben); ⚭ (10. Juni 1627 in Gera) Agnes Reuß zu Gera (* 17. April 1600 in Gera; † 1. Januar 1642), Tochter von Heinrich II. „Posthumus“ Reuß, Herr zu Gera (1572–1635) und Gräfin Magdalene von Schwarzburg-Rudolstadt (1580–1652)
E1. Gräfin Agnes Magdalena von Mansfeld-Hinterort († 1669)
E2. Graf Christoph Heinrich von Mansfeld-Hinterort (* 16. Januar 1630 in Holzzelle; † 19. August 1637 auf Schloss Gera)
E3. Graf Johann Ernst (III.) von Mansfeld-Hinterort (* vor 13. Juli 1631 in Merseburg; ~ 24. Juli 1631 in Merseburg; † 15. November 1632 in Gera)
D2. Gräfin Maria Sibylla von Mansfeld-Hinterort (* 7. Juli 1608; † 29. März 1642); ⚭ (1639) Johann Heinrich Herr von Schönburg-Remse (* 21. September 1589; † 1. August 1651), Sohn von Wolf III. Herr von Schönburg-Glauchau (1556–1612) und Elisabeth Tschernembl (1563–1601)
D3. Graf Christian Friedrich von Mansfeld-Hinterort, Fähnrich im Heer von König Gustav II. Adolf von Schweden, (* 18. Oktober 1615 in Hedersleben; † 20. Dezember 1666 ebenda; ▭ in der St. Annenkirche, Eisleben); ⚭ (18. März 1649 in Sternberg) Gräfin Maria Elisabeth zur Lippe-Detmold (* 6. Mai 1611 in Brake; † (12./13.) Dezember 1667 in Hedersleben; ▭ in Plötzkau), Tochter von Graf Simon VII. zur Lippe-Detmold (1587–1627) und Gräfin Anna Katharina von Nassau-Wiesbaden-Idstein (1590–1622)
→ Linie erloschen – der hinterortische Besitz fällt an in die vorderortische Linie und kommt somit auch unter die Sequestration der Grafschaft
D4. Graf Johann Albrecht von Mansfeld-Hinterort (* 18. Oktober 1615 in Hedersleben; ⚔ 1634 bei Nördlingen)
C7. [II] Gräfin Elisabeth von Mansfeld-Hinterort (* 1565; † 12. April 1596 in Marksuhl; ▭ in der Nicolaikirche, Creuzburg); ⚭ (23. November 1591 in der Wiener Neustadt) Herzog Johann Ernst von Sachsen-Coburg-Eisenach (* 9. Juli 1566 auf Burg Grimmenstein, Gotha; † 23. Oktober 1638 in Eisenach), Sohn von Herzog Johann Friedrich II. von Sachsen (1529–1595) und Prinzessin Elisabeth von der Pfalz (1540–1594)
C8. [II] Gräfin Maria von Mansfeld-Hinterort (* 1567 (nach 3. März); † zw. 1625 und 1635); ⚭ I: (4. Juli 1591 in Marburg) Landgraf Ludwig III. (IV.) von Hessen-Marburg (* 27. Mai 1537 in Kassel; † 9. Oktober 1604 auf dem Marburger Schloss; ▭ 23. Oktober 1604 in der Stadtpfarrkirche, Marburg), (⚭ I: (10. Mai 1563 in Stuttgart) Prinzessin Hedwig von Württemberg (* 15. Januar 1547 in Basel; † 4. März 1590 in Marburg), Tochter von Herzog Christoph von Württemberg (1515–1568) und Prinzessin Anna Maria von Brandenburg-Ansbach (1526–1589)), Sohn von Landgraf Philipp I. von Hessen (1504–1567) und Prinzessin Christina von Sachsen (1505–1549)); ⚭ II: (18. November 1611 in Merlau) Graf Philipp III. (V.) von Mansfeld-Vorderort (* 1589; † 8. April 1657 in Raab), Sohn von Graf Bruno I. (II.) von Mansfeld-Vorderort (1545–1615) und Gräfin Christine von Barby-Mühlingen (1551–1605)
B11. Graf Karl I. von Mansfeld-Hinterort, erhält bei der Erbteilung 1561 die Ämter Allstedt und Schraplau, (* 1534; † 17. Februar 1594; ▭ in der St. Annenkirche, Eisleben); ⚭ (28. Oktober 1571) Gräfin Magdalene von Sayn (* 1542; † 7. September 1599; ▭ in der St. Annenkirche, Eisleben), Tochter von Graf Johann IX. von Sayn (1518–1560) und Gräfin Elisabeth von Holstein-Schaumburg (1522–1545)
B12. Gräfin Martha von Mansfeld-Hinterort (* (1536); † 17. April 1585); ⚭ (16. Februar 1556 auf Schloss Mansfeld) Graf Johann Hoyer von Mansfeld-Vorderort, Herr zu Artern (1563), Stifter der Arternschen Linie, (* 1525; † 26. März 1585 oder 14. Mai 1586 in Artern; ▭ ebenda), Sohn von Graf Ernst II. von Mansfeld-Vorderort (1479–1531) und Gräfin Dorothea zu Solms-Lich (1493–1578)
B13. Gräfin Sara von Mansfeld-Hinterort (* (1537); † 9. Mai 1577 auf Schloss Mansfeld; ▭ Mansfeld im Thal); ⚭ (30. September 1555 auf Schloss Mansfeld) Graf Johann Ernst I. von Mansfeld-Vorderort, Herr zu Heldrungen (1563), Stifter der Heldrungenschen Linie, (* 1530; † 29. September 1572 auf Schloss Mansfeld; ▭ Mansfeld im Thal), Sohn von Graf Ernst II. von Mansfeld-Vorderort (1479–1531) und Gräfin Dorothea zu Solms-Lich (1493–1578)
B14. Gräfin Susanna von Mansfeld-Hinterort (* (1540); † 8. Februar 1565 in Oettingen; ▭ in der Schlosskirche St. Michael, Harburg); ⚭ (27. August 1562 auf Schloss Mansfeld) Graf Ludwig XVI. von Oettingen-Oettingen (* (1./2.) Juli 1508 in Harburg; † 1. Oktober 1569 ebenda; ▭ in der Schlosskirche St. Michael, Harburg), (⚭ I: (25. November 1543 in Oettingen) Gräfin Margareta von Lützelstein (* 14. März 1523; † 3. Juli 1560), Tochter von Kurfürst Ludwig V. von der Pfalz (1478–1544) und Margarete von der Leyen (–1563), ⚭ III: (1566) Claudia von Hohenfels-Reipoltskirchen († 1582), Tochter von Johannes II. von Hohenfels (1538–1573) und Gräfin Katharina von Nassau-Wiesbaden (1515–1540)), Sohn von Graf Ludwig XV. von Oettingen-Oettingen (1486–1557) und Gräfin Maria Salome von Hohenzollern (1488–1548)
B15. Gräfin Margareta von Mansfeld-Hinterort
A4. GrafVolrad von Mansfeld-Hinterort († nach 1487)
A5. Gräfin Barbara von Mansfeld-Hinterort
A6. Gräfin Maria (Regina) von Mansfeld-Hinterort

## Die Herren von Friedeburg
Die Herren von Friedeburg, urkundlich 1241 und 1249 in der Oberlausitz erwähnt, gründen vor 1268 die Stadt Hoyerswerda
Hoyer I. von Friedeburg, Burggraf von Starkenberg (1241), urkundlich 1216, († zw. 13. Dezember 1249 und 16. August 1253); ⚭ Mechthild von Mehringen († nach 14. Februar 1267), Tochter von N.N. (–) und Uda (–); Sie hatten folgende Nachkommen:
A1. Hoyer II. „der Ältere“, „der Jüngere“ (1252), Herr von Friedeburg (1264), Herr zu Bornstedt (1265–1269), Mitherr zu Wahren (1266), Mitherr zu Borsdorf (1267), Mitherr zu Schkeuditz (1267–1269), († vor 1. Juni 1277); ⚭ N.N. von Hackeborn, Tochter von Albrech II. von Hackeborn (–) und (–)
B1. Siegfried von Friedeburg, urkundlich 1281 bis 1308
C1. Hoyer IV. von Friedeburg, urkundlich 1317 bis 1333
D1. Heinrich von Friedeburg, urkundlich 1350
D2. Rudolf von Friedeburg, urkundlich 1364
C2. Johann von Friedeburg; ⚭ (vor 15. Oktober 1342) Imeia von Hasselfeld, Tochter von Nikolaus von Hasselfeld (–) und (–)
B2. Friedrich von Friedeburg, urkundlich 1297
B3. Tochter von Friedeburg; ⚭ Bartholomäus von Liebenau († nach 11. Oktober 1298)
B4. Sophia von Friedeburg, Äbtissin des Klosters Helfta (1310–1337)
B5. Tochter von Friedeburg; ⚭ Otto III. von Ileburg zu Eilenburg, urkundlich 1283, († nach 28. Januar 1311)
A2. Hoyer III., „der Jüngere“ (1264), Mitherr zu Wahren (1266), Mitherr zu Bornstedt (1267–1269), Mitherr zu Borsdorf und Panitzsch (1267)
A3. Pauline von Friedeburg, urkundlich 1271

## Die Fürsten von Colloredo-Mannsfeld
Franz de Paula Gundaker I. Joseph Adam Rudolf Johann Hieronymus von Colloredo, 2. Fürst von Colloredo-Mannsfeld (26. Februar 1789 in Wien–1807), Ritter des Ordens vom Goldenen Vlies, (* 28. Mai 1731 in Wien; † 27. Oktober 1807 ebenda), Sohn von Fürst Rudolf Wenzel Philipp Leonhard Joseph I. von Colloredo (1706–1788) und Gräfin Maria Gabriele von Starhemberg (1707–1793); ⚭ I: (6. Januar 1771 in Prag) Gräfin Maria Isabella von Mansfeld, Prinzessin von Fondi, Sternkreuzordensdame, Erbin von Dobrtisch, Suchodel, Russel und Heiligenfeld (Svaté Pole), (~ 29. August 1750 in Prag; † 21. Oktober 1794 in Wien), Tochter von Fürst Heinrich Franz II. von Mannsfeld-Fondi (1712–1780) und Gräfin Maria Anna Czernin von und zu Chudenitz (1722–1772); ⚭ II: (8. Oktober 1797) Gräfin Maria Josepha von Schrattenbach (* 5. Juni 1750; † 1. Oktober 1806), Tochter von Graf Franz Anton von Schrattenbach (1712–1783) und Gräfin Maria Josepha Walpurgis Wrbna (1717–1783); (⚭ I: (13. Mai 1770) Graf Guidobald Joseph von Dietrichstein (* 9. Dezember 1717; † 29. Februar 1772), Sohn von Graf Jacob Anton von Dietrichstein (1678–1721) und Gräfin Maria Sophia von Starhemberg (1688–1757), ⚭ II: (25. Mai 1774) Graf Johann Joseph von Khevenhüller-Metsch (* 30. März 1733; † 21. Februar 1792), Sohn von Fürst Johann Joseph von Khevenhüller-Metsch (1706–1776) und Gräfin Karolina von Metsch (1706–1784)) – Nachkommen aus der ersten Ehe:
A1. [I] Fürst Rudolf Joseph II. von Colloredo-Mannsfeld, 3. Fürst von Colloredo-Mannsfeld (1807–1843), Ritter des Ordens vom Goldenen Vlies, (* 16. April 1772; † 28. Dezember 1843 in Wien; ▭ in Opočno); ⚭ (6. Juni 1792) Gräfin Maria Philippine Caroline zu Oettingen-Baldern, Sternkreuz-Ordensdame, (* 18. Mai 1776 in Dagstuhl; † 18. März 1842), Tochter von Graf Joseph Anton Damian Albert zu Oettingen-Baldern (1720–1778) und Gräfin Maria Antonia Monika von Waldburg-Zeil-Wurzach (1753–1814)
A2. [I] Gräfin Marie Gabriele von Colloredo-Mannsfeld (* 3. September 1773 in Wien; † 9. März 1788 ebenda)
A3. [I] Gräfin Marie Henriette von Colloredo-Mannsfeld (* 3. September 1773 in Wien; † 8. März 1814 in Vukovár); ⚭ (24. Februar 1794 in Wien) Graf Emmerich Joseph Philipp Johann Nepomuk von und zu Eltz, gen. Faust von Stromberg, (* 22. März 1765 in Mainz; † 21. Dezember 1844 in Wien), Sohn von Graf Hugo Philipp Carl Ludwig Johann Nepomuk von und zu Eltz (1742–1818) und Freiin Sophie von Boos zu Waldeck und Montfort (1744–1834)
A4. [I] Graf Hieronymus (V.) Karl von Colloredo-Mannsfeld, (* 30. März/Mai 1775 in Wetzlar; †⚔ 23. Juli 1822 in Wien); ⚭ (2. Februar 1801 in Wien) Gräfin Wilhelmine Johanna Baptista Romana von Waldstein-Wartenberg (* 9. August 1775 in Wien; † 2. Februar 1849 in Choceň), Tochter von Graf Georg Christian Anton Michael Josef Paternus Franz de Paula von Waldstein-Wartenberg (1743–1791) und Gräfin Marie Elisabeth Ulfeldt von Gillaus (1747–1791)
B1. Fürst Franz de Paula Gundackar von Colloredo-Mannsfeld, 4. Fürst von Colloredo-Mannsfeld (1843–1852), (* 8. November 1802 in Wien; † 28. Mai 1852 ebenda); ⚭ (25. September 1825) Gräfin Christine von Clam und Gallas (* 18. Mai 1801; † 18. März 1886), Tochter von Graf Christian Christoph von Clam und Gallas (1771–1838) und Gräfin Josephine von Clary und Aldringen (1777–1828)
C1. Gräfin Wilhelmine Josephine von Colloredo-Mannsfeld (* 16. Juli 1826 in Mailand; † 19. Dezember 1898 in Wien); ⚭ (29. April 1845 in Prag) Fürst Vincenz Karl Joseph Gabriel Heinrich von Auersperg (* 15. Juli 1812 in Dornbach; † 7. Juli 1867 in Hietzing), Sohn von Prinz Vincenz Nepomuk Columban von Auersperg (1790–1812) und Prinzessin Marie-Gabrielle von Lobkowicz (1793–1863)
B2. Gräfin Wilhelmine Elisabeth von Colloredo-Mannsfeld (* 20. Juli 1804 in Wien; † 3. Dezember 1871 in Heřmanův Městec); ⚭ (12. Mai 1825 in Prag) Fürst Rudolf Josef Anton Ferdinand Franz Leonhard Wilhelm Guido Kinsky von Wchinitz und Tettau (* 30. März 1802 in Prag; † 27. Januar 1836 in Linz), Sohn von Fürst Ferdinand Johann Nepomuk Kinsky von Wchinitz und Tettau (1781–1812) und Freiin Maria Charlotte von Kerpen (1782–1841)
A5. [I] Graf Ferdinand Joseph Johann Baptist Johann Nepomuk Felix Franz de Paula von Colloredo-Mannsfeld, Diplomat, Generalhofbaudirektor (1838), Gründer des Niederösterreichischen Gewerbevereins (1840), Kommandant der Akademischen Legion (1848), (* 30. Juli 1777 in Wien; † 10. Dezember 1848 auf Schloss Stiebar bei Gresten); ⚭ I: (1801 (für nichtig erklärt 1809)) Freiin Auguste Groschlag von Dieburg, Tochter von Freiherr Friedrich Carl Willibald Groschlag von Dieburg (1729–1799) und Gräfin Sophie Helene von Stadion zu Thannhausen und Warthausen (1753–1828); ⚭ II: (30. November 1810) Maria Margaretha von Ziegler (* 10. April 1779 in Bern; † 23. April 1840 in Wien), Tochter von Ludwig Anton von Ziegler (–) und Judith Rohr (–); ⚭ III: (9. Oktober 1842) Freiin Emilie von Metzburg (* 22. August 1807; † 24. September 1856), (⚭ I: (23. Februar 1826) Freiherr Josef von Knorr (* um 1803; † 1839)), Tochter des Freiherrn Johann Nepomuk von Metzburg (1780–1839) und Antonia Wedowska (–)
B1. [II] Fürst Joseph Franz Hieronymus von Colloredo-Mannsfeld, 5. Fürst von Colloredo-Mannsfeld (1852–1895), Ritter des Ordens vom Goldenen Vlies, (* 26. Februar 1813 in Wien; † 22. April 1895 ebenda); ⚭ (27. Mai 1841 in Wien) Theresia Edle von Lebzeltern (* 27. April 1818 in Wien; † 19. Januar 1900 ebenda), Tochter von Karl Alfred Ritter von Lebzeltern (1784–1870) und Maria Magdalena von Ockel (1787–1830)
C1. Graf Hieronymus Ferdinand Rudolf von Colloredo-Mannsfeld (* 20. Juli 1842 in Przemyśl; † 29. Juli 1881 in Blankenberge); ⚭ (29. April 1865 in Prag) Gräfin Aglaë Festetics von Tolna (* 2. Februar 1840 in Tolna; † 1. Juni 1897 in Wien), Tochter von Graf Ernõ János Vilmos Festetics von Tolna (1800–1869) und Freiin Janka Kotz von Dobrz (1809–1869)
D1. Fürst Joseph Hieronymus Rudolf Ferdinand Franz Maria von Colloredo-Mannsfeld, 6. Fürst von Colloredo-Mannsfeld (1895–1957), (* 17. Februar 1866 in Prag; † 21. Februar 1957 in Paris); ⚭ I: (18. April 1903 in Paris), (⚮ 10. März 1925) Lucy Sophie Yvonna Jonquet (* 24. Januar 1878 in Peckham, Surrey; † 11. April 1940 in Rom), (⚭ I: (⚮) John Graham); ⚭ II: (21. Oktober 1925 (civ) in Rueil), (3. April 1941 (rel) in Paris) Marie Sidonie de Smit (* 10. Juli 1877 in Omerville; † 30. Mai 1973 in Rueil-Malmaison)
D2. Gräfin Johanna Maria Theresia Aglae Natalie von Colloredo-Mannsfeld (* 27. Juli 1867 in Schloss Dobříš; † 26. August 1938 in Brünn); ⚭ (23. April 1887 in Wien) Fürst Eduard Aloys Maria Alexander Konrad von Schönburg-Hartenstein (* 21. November 1858 in Karlsruhe; † 20. September 1944 in Hartenstein), Sohn von Fürst Alexander Joseph Heinrich Otto Friedrich Paul von Schönburg-Hartenstein (1826–1896) und Prinzessin Karoline von und zu Liechtenstein (1836–1885)
D3. Gräfin Marie Therese Sophia Magdalena Aglae von Colloredo-Mannsfeld (* 5. August 1869 in Schloss Dobříš; † 27. Februar 1960 in Vomp, Tirol); ⚭ I: (25. April 1892 in Wien) Graf Karl Ferdinand von und zu Trauttmansdorff-Weinsberg (* 24. März 1864 in Wien; † 4. Januar 1910 in Pressbaum), Sohn von Graf Ferdinand von und zu Trauttmansdorff-Weinsberg (1825–1896) und Prinzessin Maria Franziska de Paula Theresia Josephine von und zu Liechtenstein (1834–1909); ⚭ II: (5. August 1911 in Prag) Graf Adolf von und zu Trauttmansdorff-Weinsberg (* 22. Juni 1877 in Friedau; ⚔ 21. August 1914 in Jaroslawice), Bruder ihres ersten Gemahls
D4. Graf Hieronymus Hubertus Franz Alfred Ernst Maria von Colloredo-Mannsfeld (* 3. November 1870 in Schloss Dobříš; † 29. August 1942 in Prag, ▭ in Opočno); ⚭ (10. August 1909 in Wien (⚮ 8. Januar 1926 in Prag)) Gräfin Bertha Henriette Katharina Nadine von Kolowrat-Krakowsky (* 21. Juni 1890 in Teinitzl bei Klattau; † 29. Januar 1982 in Auch, Frankreich), Tochter von Graf Leopold Philipp von Kolowrat-Krakowsky (1852–1910) und Freiin Nadine von Huppmann-Valbella (1858–1942)
E1. Graf Joseph Leopold Hieronymus Alexander Maria von Colloredo-Mannsfeld, (1957–1990) Chef des Hauses mit der hausinternen Titulatur 7. Fürst von Colloredo-Mannsfeld, (* 4. Juni 1910 in Pola; † 30. Januar 1990 in Salzburg); ⚭ I: (25. März 1939 in Reith) Anna Maria Rabl (* 11. Juni 1908 in Innsbruck; † 25. Juni 1953 in Beamsville, Ontario), (⚮ von Roderich Menzel); ⚭ II: (1. März 1988 in München)  Antonia Raumer (* 20. Mai 1922 in München, † 7. Mai 2016 ), (⚮ von Helmut Berger und Igor von Glasenapp)
F1. [I] Gräfin Christina Josefine Nadine Maria Colloredo-Mannsfeld (* 19. Dezember 1940 in Prag); ⚭ I: (10. September 1960 (civ) in Öblarn, 11. September 1960 (rel), ⚮ 18. Mai 1965 in Wien) Dr. rer. oec. Georg Egon Hubertus Karl Wolfgang Fürstenberg (* 13. August 1923 in Strobl; † 7. Januar 2008, ▭ in Mollmannsdorf), Sohn von Prinz Karl Emil Egon Anton Maximilian Leo Wratislaw zu Fürstenberg (1867–1945) und Gräfin Maria Mathilde Georgine Festetics von Tolna (1881–1953); ⚭ II: (11. Mai 1966 in Toronto), (⚮ 29. Juli 1973 in Toronto) Jan van Hamel (* 23. Juli 1943 in Edinburgh); ⚭ III: (22. Mai 1975 im Katharinenkloster (Sinai), Ägypten), (⚮ 16. November 1983 in Athen) Michael Begert (* 5. Dezember 1946 in Bern)
E2. Graf Hieronymus Medarus Alexander Felicianus Maria von Colloredo-Mannsfeld, (1990–1998) Chef des Hauses mit der hausinternen Titulatur 8. Fürst von Colloredo-Mannsfeld, (* 9. Juni 1912 in Berlin; † 12. Dezember 1998 in Zbiroh, Tschechien)
E3. Graf Weikhard (Vicardo) Karl Friedrich Hieronymus Maria von Colloredo-Mannsfeld (* 29. Juli 1914 in Berlin; † 17. Juni 1946 auf der Burg Saint-Lary (seit 1927 mütterlicher Besitz) bei Auch, Frankreich, ▭ in Frankreich)
E4. Graf Friedrich Hieronymus Heinrich Richard Maria von Colloredo-Mannsfeld (* 3. April 1917 in Berlin; † 29. Juli 1991 in Öblarn); ⚭ I: (4. Juni 1946 in St. Moritz), (⚮ 7. Mai 1955 in Rosenheim) Christa von Kries (* 4. Juni 1922 in Hamburg; † 12. September 1972 in Dubrovnik), Tochter von Curt Willi von Kries (1887–1962) und Anna von Schmidt-Pauli (1892–); ⚭ II: (20. Oktober 1975 in Wien) Martine Andrieux (* 8. Mai 1937 in Saigon)
F1. [I] Hieronymus (Jerome) Weikhard Maria, Graf von Colloredo-Mannsfeld, seit 1998 Chef des Hauses mit der hausinternen Titulatur 9. Fürst von Colloredo-Mannsfeld; adoptiert von seinem Onkel Joseph (Kontrakt 15. Februar 1965, 5. Mai 1966 in Wien), (* 16. März 1949 in Monmouth, Illinois); ⚭ I: (14. Juni 1975 (civ) in Öblarn, 15. Juni 1975 (rel), ⚮ 4. Oktober 1977 in Wien) Alexandra von Glasenapp (* 26. Februar 1955 in München), Tochter von Igor von Glasenapp (–) und Antonia Raumer (1922–2016); ⚭ II: (26. Juli 1979 (civ) in Wien, 28. September 1982 (rel) in Kleinsölk) Livia Anna Fuchs (* 3. Mai 1956 in Prag), Tochter von Paul Fuchs und Jirina Sladka
G1. [II] Graf Paul-Josef Hieronymus Maria Colloredo-Mannsfeld (* 8. Juni 1981 in Wien); ⚭ (17. Juli 2010 (rel) in der Stiftskirche Admont) Elke Taus
G2. [II] Graf Lelio Friedrich Georg Colloredo-Mannsfeld (* 24. Januar 1985 in Wien)
G3. [II] Gräfin Anna-Livia Christa Elisabeth Colloredo-Mannsfeld (* 19. Januar 1997 in Schladming)
F2. [I] Gräfin Isabella Josefa Maria Gräfin von Colloredo-Mannsfeld (* 29. Februar 1952 in Genf)
D5. Gräfin Ernestine Karoline Marie Timothea von Colloredo-Mannsfeld (* 24. Januar 1873 in Schloss Dobříš; † 1961); ⚭ (11. September 1909 in Miletín) Maximilian Steinlechner († 10. Juli 1937 in Wien)
D6. Gräfin Ida Margarita von Colloredo-Mannsfeld (* 22. August 1875 in Schloss Dobříš; † 16. August 1887 ebenda)
C2. Gräfin Karoline Wilhelmine von Colloredo-Mannsfeld (* 24. Februar 1844 in Wien; † 27. September 1916 in Mühlbach); ⚭ (25. November 1872 in Wien) Graf Joseph Franz Seraphin Ghislain von Gudenus (* 31. Juli 1841 in Mühlbach; † 17. August 1919 ebenda), Sohn von Freiherr Gabriel Johann Georg Johann Baptist Virgil Anton von Gudenus (1795–1879) und Freiin Ludovika Theresia Ghislaine von Bartenstein (1814–1878)
C3. Gräfin Ida Magdalena Sophia von Colloredo-Mannsfeld, Palastdame, (* 23. August 1845 in Wien; † 5. April 1914 in Opatija); ⚭ (21. August 1877 in Wien) Graf Leopold Gabriel Ludwig Ghislain von Gudenus (* 15. September 1843 in Mühlbach; † 1. Oktober 1913 in Ulrichskirchen), Sohn von Freiherr Gabriel Johann Georg Johann Baptist Virgil Anton von Gudenus (1795–1879) und Freiin Ludovika Theresia Ghislaine von Bartenstein (1814–1878)
C4. Graf Franz de Paula Ferdinand Gundakar von Colloredo-Mannsfeld (* 1. August 1847 in Wien; † 22. Oktober 1925 in Sierndorf); ⚭ I: (23. Januar 1874 in Prag) Freiin Maria Felicia Lexa von Aehrenthal (* 26. Mai 1850 in Doksany (Doxan); † 5. Mai 1881 in Volosca bei Fiume); ⚭ II: (6. September 1884 in Hrubá Skála (Groß Skal)) Freiin Elisabeth Johanna Lexa von Aehrenthal (* 2. März 1858 in Prag; † 29. Juli 1890 in Sierndorf), Maria Felicia und Elisabeth Johanna sind Töchter von Freiherr Johann Lexa von Aehrenthal (1817–1898) und Gräfin Maria Felicia von Thun und Hohenstein (1830–1911)
D1. [I] Gräfin Maria Felicia Theresia Elisabeth von Colloredo-Mannsfeld (* 24. Juli 1875 in Sierndorf; † 29. Juli 1959 in Wien)
D2. [I] Graf Rudolf Josef Ferdinand Maria von Colloredo-Mannsfeld (* 16. August 1876 in Sierndorf; † 21. März 1948 ebenda); ⚭ (20. September 1922 auf Schloss Sichrow) Prinzessin Johanna von Rohan (* 16. Juli 1890 in Sichrow; † 15. März 1961 in Wien), Tochter von Fürst Alain Benjamin Arthur von Rohan (1853–1914) und Prinzessin Johanna von Auersperg (1860–1922)
E1. Gräfin Maria Johanna Ernestine Bertha Sylvia Colloredo-Mannsfeld (* 25. Juli 1923 in Wien; † 28. August 2010); ⚭ (19. April 1969 in Sierndorf) Anton Freiherr von Aretin (* 15. August 1918 in München; † 12. Juni 1981 in Aldersbach), Sohn von Freiherr Erwein von Aretin (1887–1952) und Gräfin Maria Anna von Belcredi (1888–1968)
E2. Gräfin Agnes Maria Felicia Franziska Johanna Judith Colloredo-Mannsfeld (* 5. Dezember 1924 in Sierndorf; † 17. August 1970 in Peapack, New Jersey); ⚭ (15. September 1956 in Wien) Friedrich Wilhelm von Meister (* 19. Juli 1903 in London; † 6. Juli 1978 in Peapack), (⚭ I: (21. Mai 1938 in New York) ihre Cousine Marie Eleonore Gräfin von Colloredo-Mannsfeld (* 13. August 1913 in Paris; † 4. September 1955 in Wien))
D3. [I] Graf Ferdinand Johannes Hieronymus Maria von Colloredo-Mannsfeld, Ritter des Ordens vom Goldenen Vlies, (* 5. Juni 1878 in Sierndorf; † 18. Dezember 1967 in Wien); ⚭ (10. Mai 1909 in New York) Eleonora (Nora) Iselin (* 27. Dezember 1881 in New York; † 25. Februar 1939 ebenda), Tochter des New Yorker Bankiers Oliver Iselin und Frances Garner
E1. Graf Franz Ferdinand Romanus von Colloredo-Mannsfeld (* 1. März 1910 in Rom; ⚔ 10. Januar 1944 bei Berck-sur-Mer, Frankreich); ⚭ (3. Oktober 1933 in Boston, Massachusetts) Mabel Bayard Bradley (* 4. März 1912 in Boston; † 26. März 1965 in Needham, Massachusetts), Tochter von Joseph Gardner Bradley und Mabel Warren
F1. Mabel Bayard Elizabeth Gräfin von Colloredo-Mannsfeld (* 28. August 1936 in New York); ⚭ I: (27. August 1959 in New York) (⚮ 1969) Frederick Romley (* 1936); ⚭ II: (27. Oktober 1972 in Upper Marlborough, Maryland) Peter Silitch (* 26. September 1935 in New York)
F2. Franz Rudolf Maria Graf von Colloredo-Mannsfeld (* 10. August 1938 in Paris); ⚭ (20. September 1962 in München) Maria Alexandra (Almerie) Franziska Gabriele Leonhardine Kaspara Ursula Prinzessin von Thurn und Taxis (* 21. Oktober 1939 in Prag), Tochter von Johann von Nepomuk Emmerich Lamoral Leo Udalrich Emmo Maria Josef Erich Gabriel Ignatius Prinz von Thurn und Taxis (1908–1959) und Maria Julia Franziska Ida Kaspara Walpurga Prinzessin von Lobkowicz (1919–)
G1. Mag. Antony Georg Ferdinand Maria Colloredo-Mannsfeld, Spielwarenhändler, (* 25. April 1964 in Wien); ⚭ (3. September 1988 in Wien) Claudia Dorothea Pless (* 5. September 1965 in Wien), Tochter von Ernst Walter Pless (–) und Dorothea Emilie Maria Rabe (–)
H1. Jacob Ernst Rudolf Maria Colloredo-Mannsfeld (* 23. Februar 1995 in Wien)
H2. Laura Dorothea Maria Colloredo-Mannsfeld (* 22. August 1997 in Tulln)
G2. Theresita Colloredo-Mannsfeld, Librettistin und Schauspielerin, (* 27. Dezember 1965 in Wien); ⚭ (22. Juli 1996 (civ) in Salzburg), (28. Juni 1997 (rel) in Sierndorf) Christoph Oliver Herbert Lieben-Seutter (* 3. Juni 1964 in Wien)
G3. Nikodemus Ferdinand Christian Bruno Colloredo-Mannsfeld (* 10. November 1969 in Wien); ⚭ (21. Juni 2003 in Pierry, Frankreich) Valérie Anne-Marie Paola Taittinger (* 23. Dezember 1972 in Neuilly), Tochter von Pierre Christian Taittinger und Dr. Marie Louise Roux
H1. Ludmilla Colloredo-Mannsfeld (* 2005)
H1. Leopold Colloredo-Mannsfeld (* 2007)
G4. Mabel Marie Frederike Johanna Colloredo-Mannsfeld, Bühnenmalerin, (* 8. Oktober 1978 in Sierndorf) ⚭ 2012 Torsten Karth
F3. Ferdinand Peter Ernst Graf von Colloredo-Mannsfeld (* 19. September 1939 in London); ⚭ (25. Mai 1962 in Boston) Suzanna Lawrence (* 4. November 1940 in Boston), Tochter von John Endicott Lawrence und Anne Tuckerman
G1. Franz Ferdinand Colloredo-Mannsfeld (* 28. Januar 1963 in Boston); ⚭ (30. Juli 1988 in der St. Pauls Kirche in Cambridge, Massachusetts) Anne Robertson Dowden (* 1. April 1963 in New York), Tochter von Donald Smith Dowden (–)
H1. Franz Josef Colloredo-Mannsfeld (* 25. April 1990 in Boston)
H2. Johann Ferdinand Colloredo-Mannsfeld (* 6. Januar 1994 in Boston)
H3. Simon Rudolf Colloredo-Mannsfeld (* 12. Juli 1995)
H4. Anne Peabody Colloredo-Mannsfeld (* 30. Juli 1999)
G2. Rudolf Josef Colloredo-Mannsfeld (* 11. April 1965 in Boston); ⚭ (11. Juli 1992 in Jackson Hole, Wyoming) Francesca Varcoe (* 29. März 1964 in Swasiland)
H1. Schuyler John Colloredo-Mannsfeld (* 11. Januar 1996 in Santa Monica)
H2. Mia Wendy Colloredo-Mannsfeld (* 30. September 1997 in Santa Monica)
H3. Zoe Elisabeth (Liesl) Colloredo-Mannsfeld (* 27. September 2002 in Iowa City)
G3. Anne Elizabeth Colloredo-Mannsfeld (* 3. November 1967 in Boston); ⚭ (28. November 1992 in Hamilton, Massachusetts) Donald Kent Penfield (* 30. April 1962 in Middleton, Connecticut)
E2. Gräfin Marie Eleonore von Colloredo-Mannsfeld (* 13. August 1913 in Paris; † 4. September 1955 in Wien); ⚭ (21. Mai 1938 in New York) Friedrich Wilhelm von Meister (* 19. Juli 1903 in London; † 6. Juli 1978 in Peapack, New Jersey), (⚭ II: (15. September 1956 in Wien) ihre Cousine Agnes Colloredo-Mannsfeld (* 5. Dezember 1924 in Sierndorf; † 17. August 1970 in Peapack))
D4. [I] Gräfin Isabella Therese Josephine Aglaë von Colloredo-Mannsfeld (* 20. April 1881 in Volosca; † 7. September 1972 in Wien)
D5. [II] Graf Franz de Paula Gundaccar Alois Hieronymus Elias Maria von Colloredo-Mannsfeld (* 11. Oktober 1885 in Sierndorf; † 12. Februar 1935 in Wien); ⚭ (15. April 1931 in Mariazell) Gräfin Marie von Walderdorff (* 7. März 1891 in Wels; † 17. August 1973 in Ennsegg, Oberösterreich), Tochter von Graf Joseph von Walderdorff (1862–1933) und Gräfin Marie von Rechberg und Rothenlöwen zu Hohenrechberg (1867–1942)
D6. [II] Gräfin Aglaë Elisabeth Marie Therese von Colloredo-Mannsfeld (* 12. Dezember 1886 in Sierndorf; † 17. Februar 1964 in Wien)
D7. [II] Gräfin Elisabeth Maria von Colloredo-Mannsfeld (* 15. Juli 1890 in Sierndorf; † 5. Oktober 1979 in Wien)
B2. [II] Gräfin Ida von Colloredo-Mannsfeld (* 13. Februar 1816 in Staatz; † 5. Juni 1857 ebenda); ⚭ (10. Mai 1840 in Wien) Graf Alfons Joseph von Collalto und San Salvatore (* 19. Juli 1814 in Pirnitz; † 28. Juni 1890 in Staatz), Sohn von Fürst Anton Octavian II. von Collalto und San Salvatore (1783–1854) und Gräfin Carolina Maria Anna Apponyi von Nagy-Appony (1789–1872)